# Liste des députés de la Somme
 (mai 2025).
Liste des députés de la Somme.

## VeRépublique

### XVIIelégislature(2024-)
| Circonscription     | Nom                  |  | Parti | Groupe                 | Suppléant           |
| ------------------- | -------------------- |  | ----- | ---------------------- | ------------------- |
| 1re circonscription | François Ruffin      |  | PD!   | Écologiste et social   | Hayat Matboua       |
| 2e circonscription  | Zahia Hamdane        |  | LFI   | La France insoumise    | Lucas Boutillier    |
| 3e circonscription  | Matthias Renault     |  | RN    | Rassemblement national | Michel Billet       |
| 4e circonscription  | Jean-Philippe Tanguy |  | RN    | Rassemblement national | Philippe Théveniaud |
| 5e circonscription  | Yaël Ménache         |  | RN    | Rassemblement national | Françoise Walbecq   |

### XVIelégislature(2022-2024)

Députés de la Somme en 2022.

| Circonscription     | Nom                   |  | Parti   | Groupe                      | Suppléant           |
| ------------------- | --------------------- |  | ------- | --------------------------- | ------------------- |
| 1re circonscription | François Ruffin       |  | PD!-LFI | La France insoumise - NUPES | Hayat Matboua       |
| 2e circonscription  | Barbara Pompili       |  | EC      | Renaissance                 | Ingrid Dordain      |
| 2e circonscription  | Ingrid Dordain (2023) |  | EC      | Renaissance                 | —                   |
| 3e circonscription  | Emmanuel Maquet       |  | LR      | Les Républicains            | Patricia Poupart    |
| 4e circonscription  | Jean-Philippe Tanguy  |  | RN      | Rassemblement national      | Philippe Théveniaud |
| 5e circonscription  | Yaël Ménache          |  | RN      | Rassemblement national      | Françoise Walbecq   |

### XVelégislature(2017-2022)

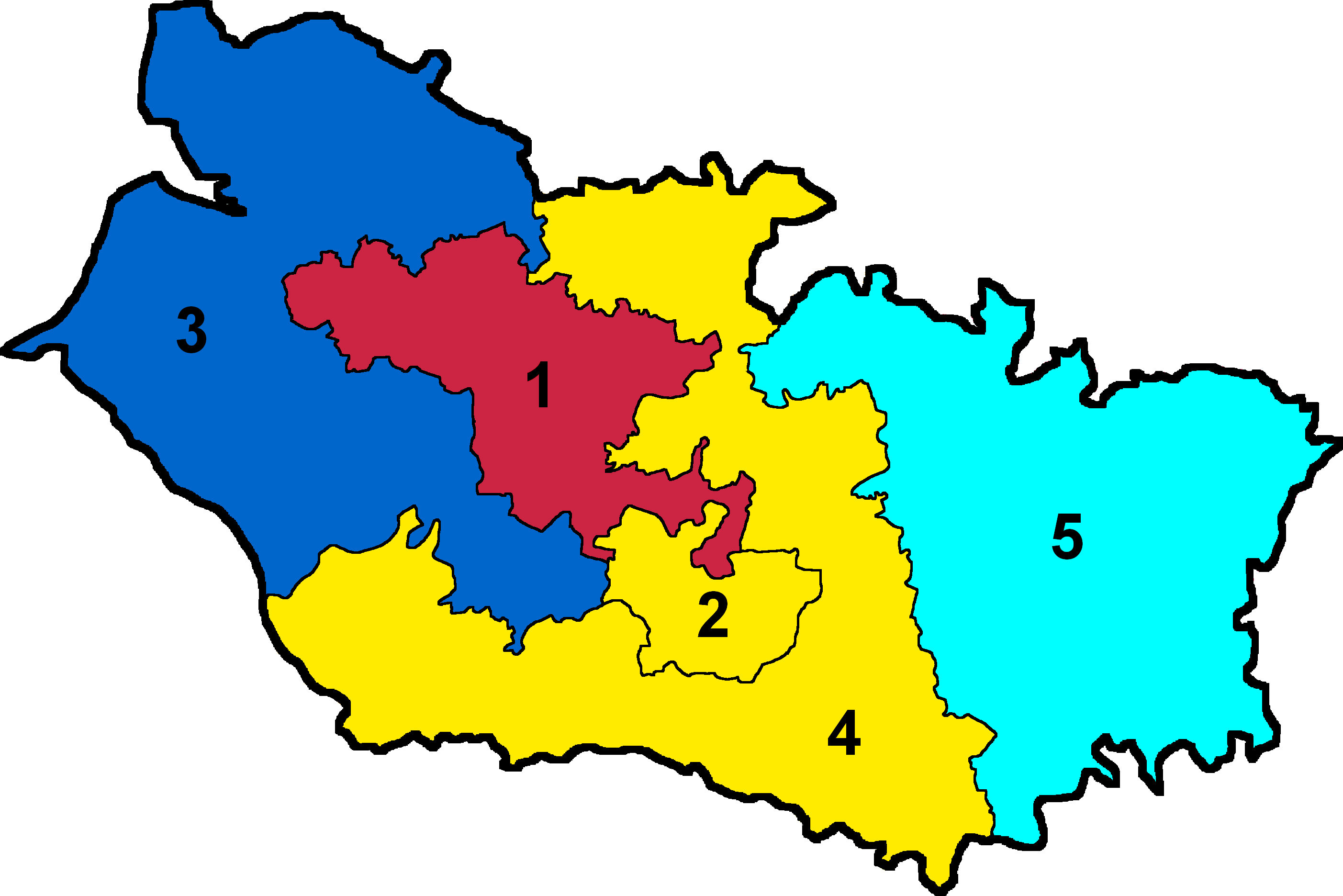
Députés de la Somme en 2017.

| Circonscription     | Nom                    |  | Parti   | Groupe                  | Suppléant            |
| ------------------- | ---------------------- |  | ------- | ----------------------- | -------------------- |
| 1re circonscription | François Ruffin        |  | PD!-LFI | La France insoumise     | Zoé Desbureaux       |
| 2e circonscription  | Barbara Pompili        |  | LREM    | La République en marche | Cécile Delpirou      |
| 2e circonscription  | Cécile Delpirou (2020) |  | LREM    | La République en marche | —                    |
| 3e circonscription  | Emmanuel Maquet        |  | LR      | Les Républicains        | Patricia Poupart     |
| 4e circonscription  | Jean-Claude Leclabart  |  | LREM    | La République en marche | Marie-Laure Derivery |
| 5e circonscription  | Stéphane Demilly       |  | UDI     | UDI et indépendants     | Grégory Labille      |
| 5e circonscription  | Grégory Labille (2020) |  | LR      | UDI et indépendants     | —                    |

### XIVelégislature(2012-2017)
| Circonscription     | Nom                 |  | Parti        | Groupe                                                | Suppléant        |
| ------------------- | ------------------- |  | ------------ | ----------------------------------------------------- | ---------------- |
| 1re circonscription | Pascale Boistard*   |  | PS           | Socialiste, républicain et citoyen                    | Pascal Demarthe  |
| 2e circonscription  | Barbara Pompili**   |  | EELV puis PE | Écologiste puis Socialiste, écologiste et républicain | Romain Joron     |
| 3e circonscription  | Jean-Claude Buisine |  | PS           | Socialiste, républicain et citoyen                    | Nathalie Poilly  |
| 4e circonscription  | Alain Gest          |  | UMP          | UMP puis Les Républicains                             | Pierre Boulanger |
| 5e circonscription  | Stéphane Demilly    |  | UDI-NC       | Union des démocrates et indépendants                  | Grégory Labille  |

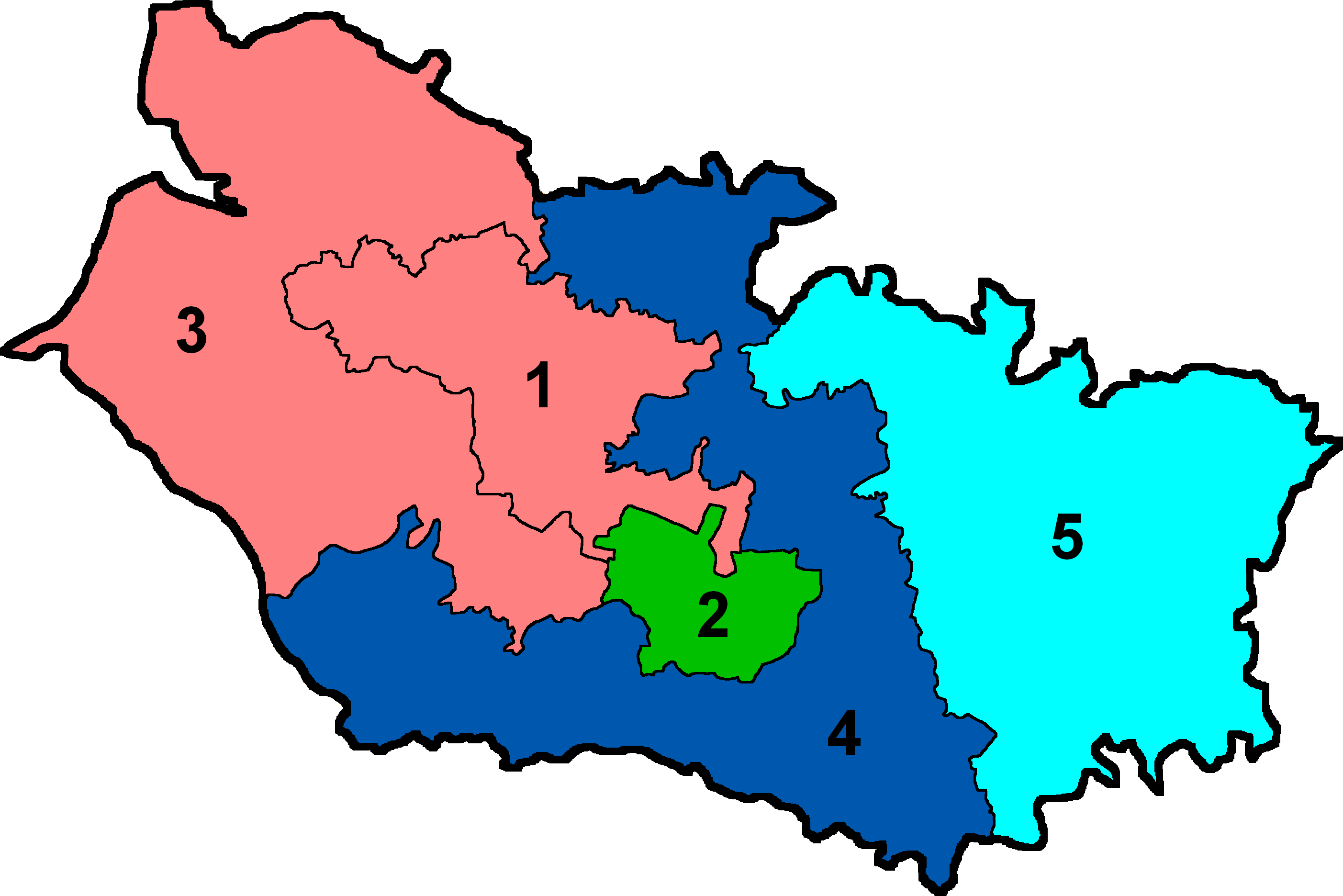
Députés de la Somme depuis 2012

(*) Mme Pascale Boistard, a renoncé à son mandat le 26 août 2014, à la suite de sa nomination au gouvernement, comme Secrétaire d'État chargée des Droits des femmes.
(**) Mme Barbara Pompili, a renoncé à son mandat le 11 février 2016, à la suite de sa nomination au gouvernement, comme Secrétaire d’État chargée de la biodiversité.

### XIIIelégislature(2007-2012)
| Circonscription     | Nom              |  | Parti | Groupe                                        | Suppléant          |
| ------------------- | ---------------- |  | ----- | --------------------------------------------- | ------------------ |
| 1re circonscription | Maxime Gremetz*  |  | COM   | Gauche démocrate et républicaine puis NI      | Jean-Luc Belpaume  |
| 2e circonscription  | Olivier Jardé    |  | NC    | Nouveau centre                                | Isabelle Griffoin  |
| 3e circonscription  | Jérôme Bignon    |  | UMP   | Union pour un mouvement populaire             | Emmanuel Maquet    |
| 4e circonscription  | Gilbert Mathon   |  | PS    | Socialiste, radical, citoyen et divers gauche | Annie Roucoux      |
| 5e circonscription  | Stéphane Demilly |  | NC    | Nouveau centre                                | Jean-Pierre Vienot |
| 6e circonscription  | Alain Gest       |  | UMP   | Union pour un mouvement populaire             | Pierre Boulanger   |

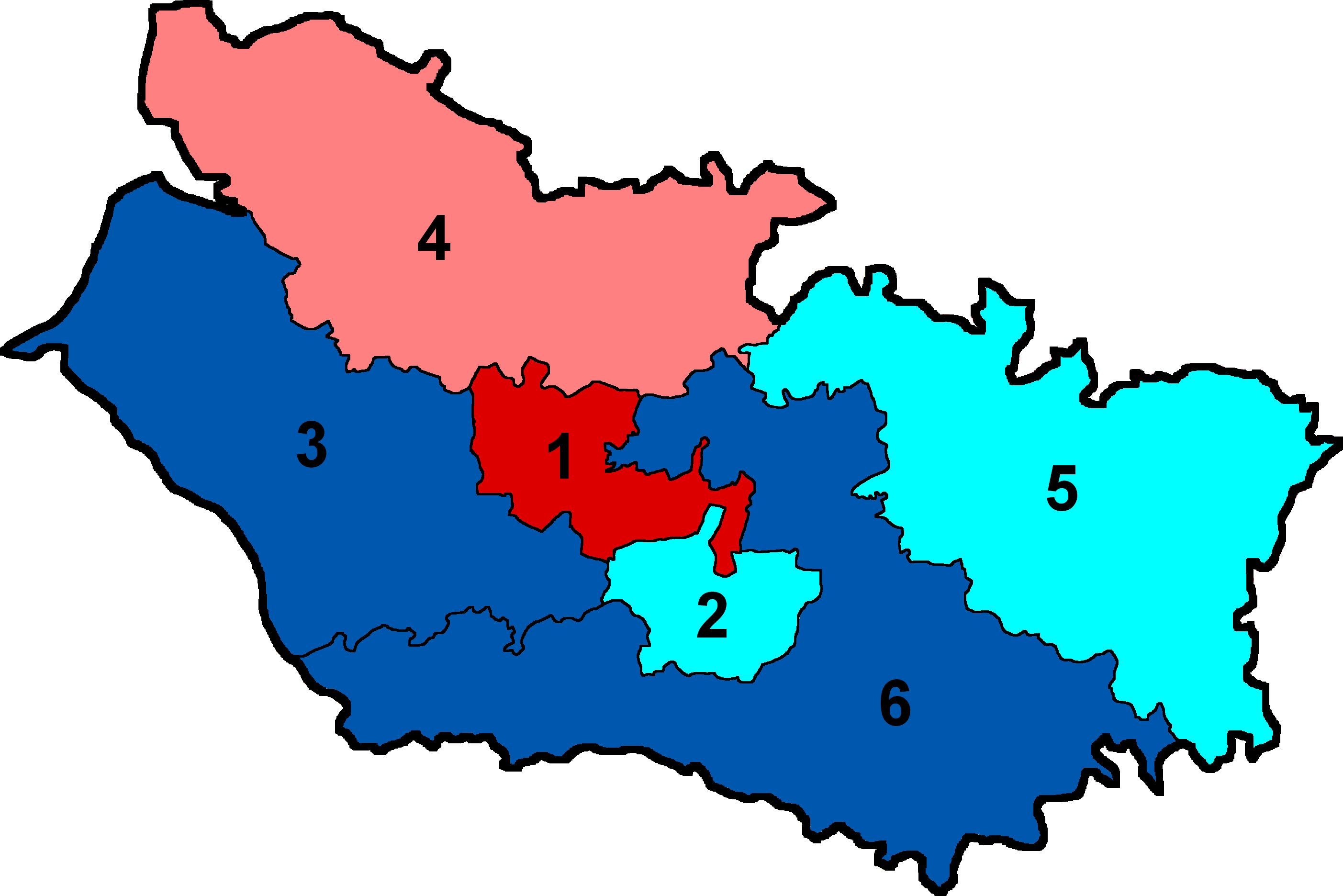
Députés de la Somme de 2007 à 2012

(*) Maxime Gremetz démissionna le 16 mai 2011 laissant son siège vacant jusqu'en 2012.

### XIIelégislature(2002-2007)
| Circonscription     | Nom               |  | Parti | Groupe                             | Suppléant          |
| ------------------- | ----------------- |  | ----- | ---------------------------------- | ------------------ |
| 1re circonscription | Maxime Gremetz    |  | PCF   | Communiste et républicain          | André Séhet        |
| 2e circonscription  | Gilles de Robien* |  | UDF   | Union pour la démocratie française | Olivier Jardé      |
| 3e circonscription  | Jérôme Bignon     |  | UMP   | Union pour un mouvement populaire  | Brigitte Firmin    |
| 4e circonscription  | Joël Hart         |  | UMP   | Union pour un mouvement populaire  | Jérôme Crépin      |
| 5e circonscription  | Stéphane Demilly  |  | UDF   | Union pour la démocratie française | Jean-Pierre Viénot |
| 6e circonscription  | Alain Gest        |  | UMP   | Union pour un mouvement populaire  | Pierre Boulanger   |

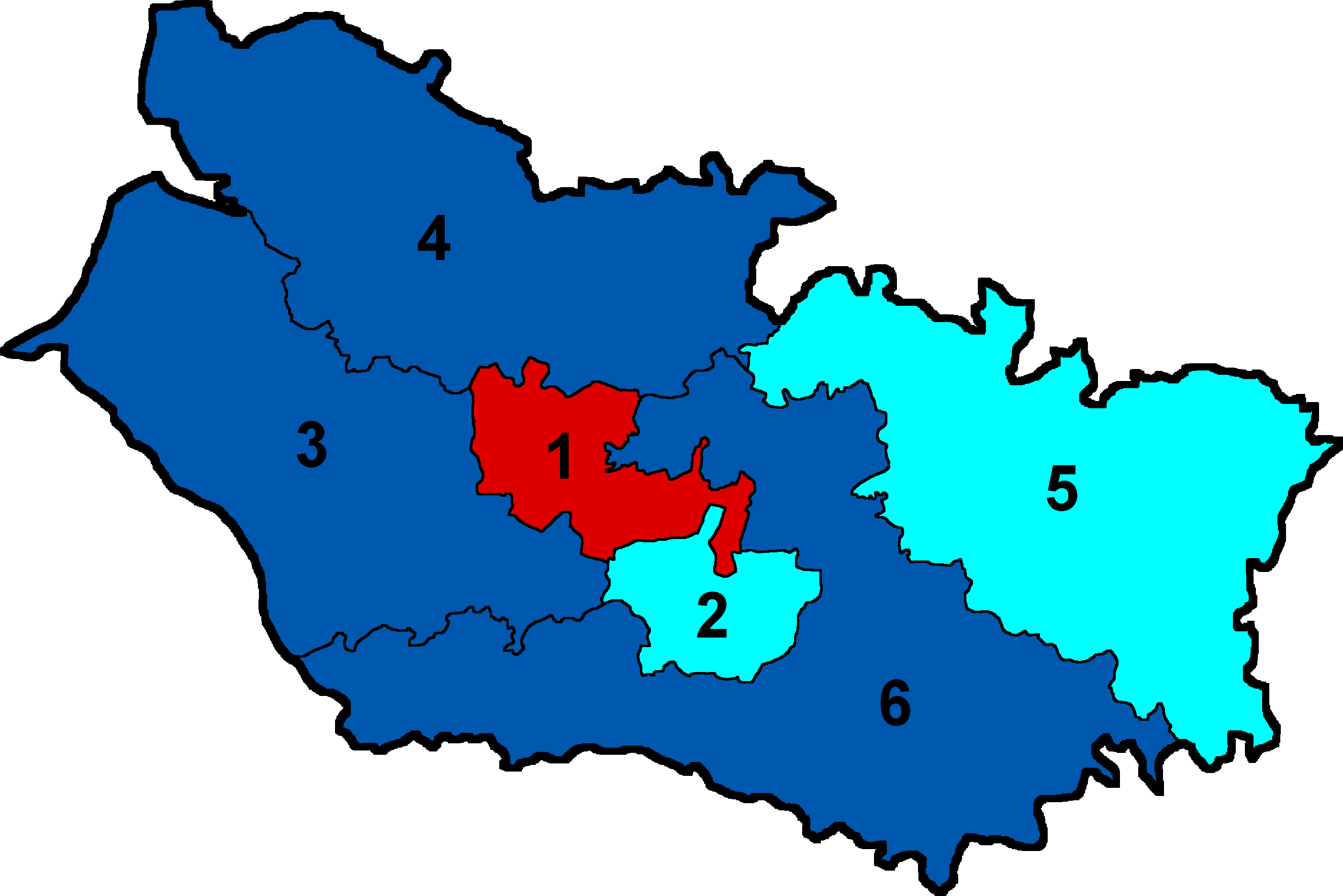
Députés de la Somme de 2002 à 2007

(*) Gilles de Robien, a renoncé à son mandat le 18 juillet 2002, à la suite de sa nomination au gouvernement Raffarin (2), comme Ministre de l'Équipement, des Transports, du Logement, du Tourisme et de la Mer.

### XIelégislature(1997-2002)

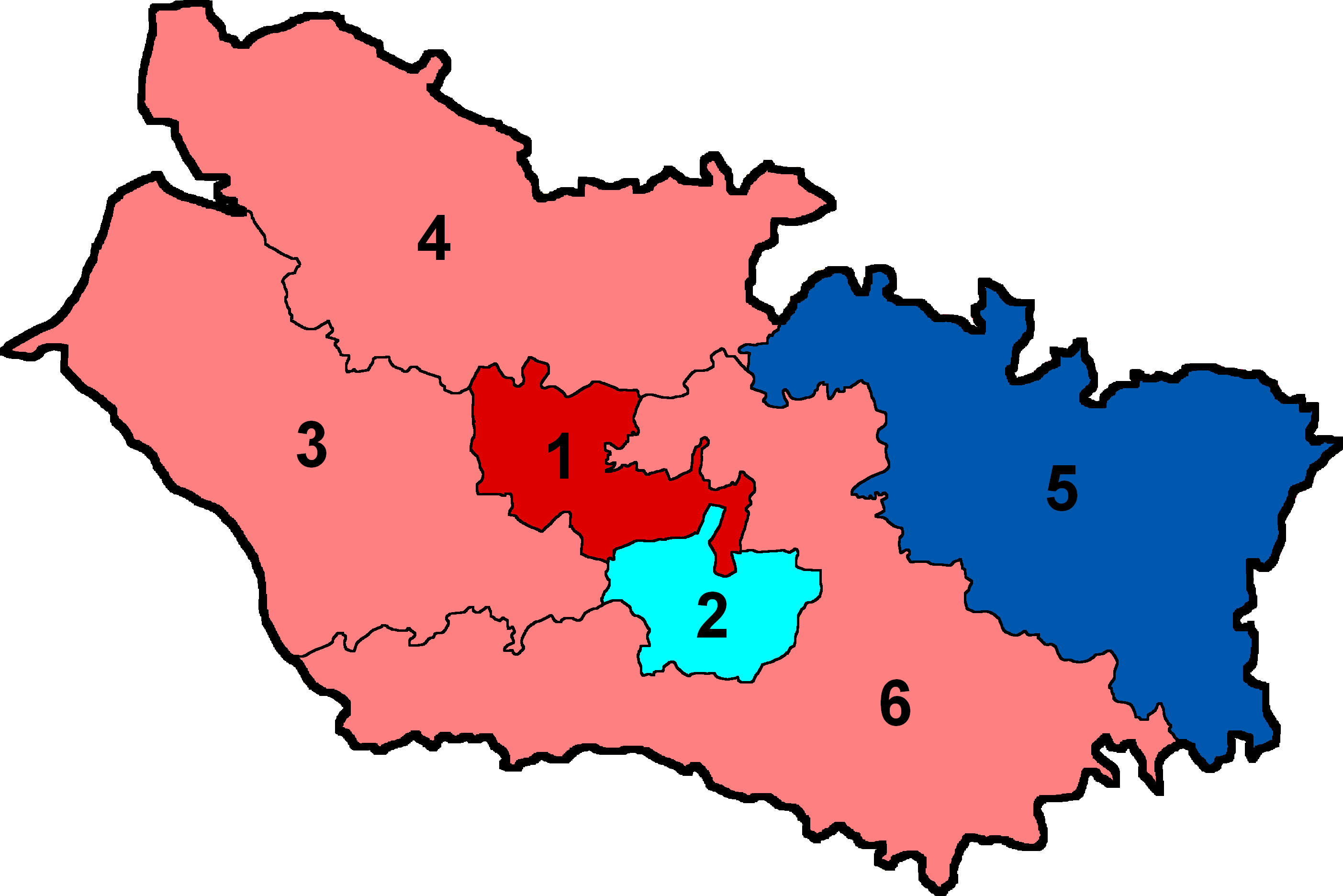
Députés de la Somme de 1997 à 2002

| Circonscription     | Nom              |  | Parti | Groupe                             | Suppléant         |
| ------------------- | ---------------- |  | ----- | ---------------------------------- | ----------------- |
| 1re circonscription | Maxime Gremetz   |  | PCF   | Communiste                         | André Séhet       |
| 2e circonscription  | Gilles de Robien |  | UDF   | Union pour la démocratie française | Olivier Jardé     |
| 3e circonscription  | Vincent Peillon  |  | PS    | Socialiste                         | Marc Dejean       |
| 4e circonscription  | Francis Hammel   |  | PS    | Socialiste                         | Annie Roucoux     |
| 5e circonscription  | Gautier Audinot  |  | RPR   | Rassemblement pour la République   | Stéphane Demilly  |
| 6e circonscription  | Jacques Fleury   |  | PS    | Socialiste                         | Christian Manable |

### Xelégislature(1993-1997)

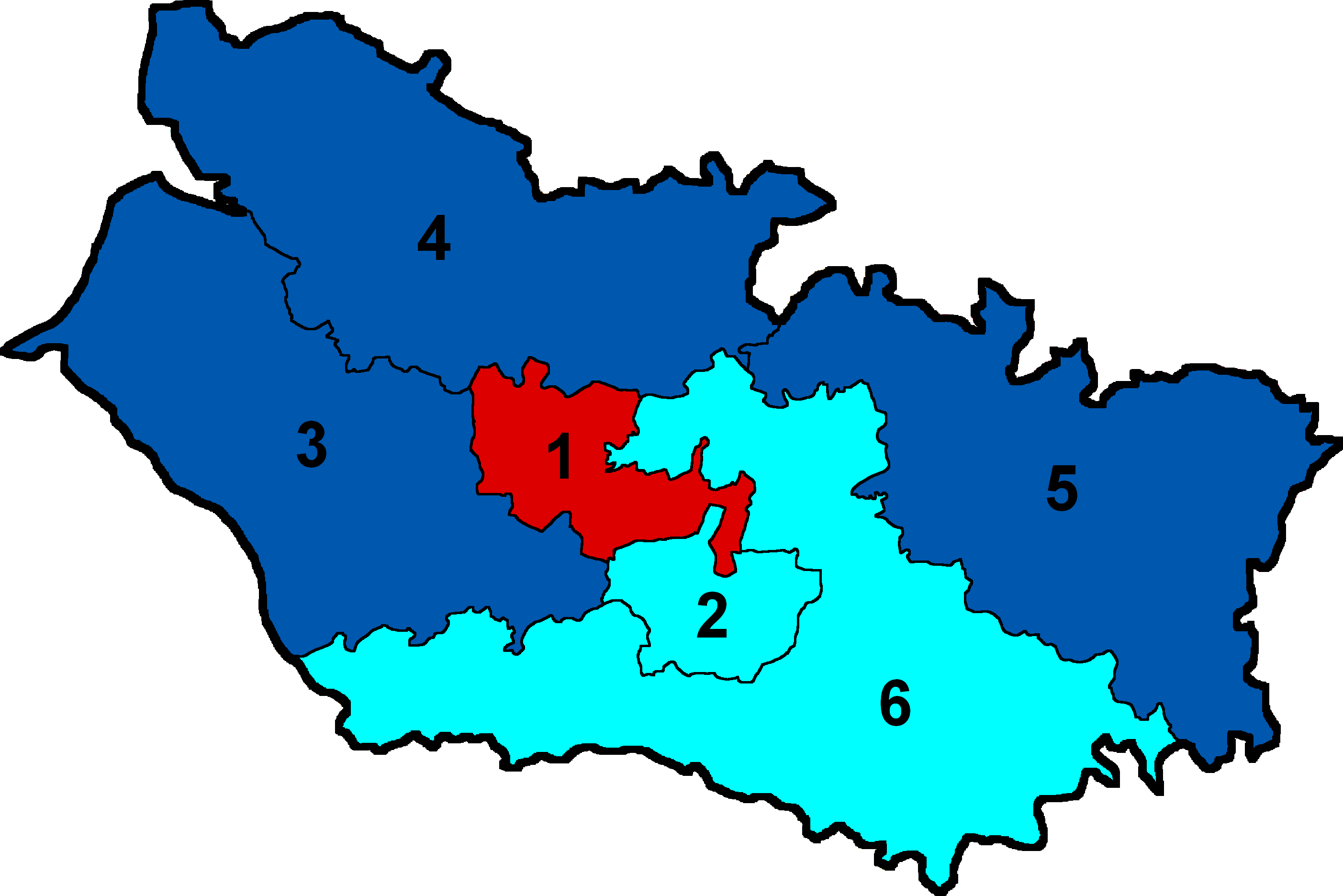
Députés de la Somme de 1993 à 1997

| Circonscription     | Nom              |  | Parti | Groupe                                          | Suppléant        |
| ------------------- | ---------------- |  | ----- | ----------------------------------------------- | ---------------- |
| 1re circonscription | Maxime Gremetz   |  | PCF   | Communiste                                      | Albert Becard    |
| 2e circonscription  | Gilles de Robien |  | UDF   | Union pour la démocratie française et du centre | Henri Demolliens |
| 3e circonscription  | Jérôme Bignon    |  | RPR   | Rassemblement pour la République                | Yvonne Perruchot |
| 4e circonscription  | Joël Hart        |  | RPR   | Rassemblement pour la République                | Paul-Henri Huré  |
| 5e circonscription  | Gautier Audinot  |  | RPR   | Rassemblement pour la République                | Stéphane Demilly |
| 6e circonscription  | Alain Gest       |  | UDF   | Union pour la démocratie française et du centre | Georges Loisier  |

### IXelégislature(1988-1993)

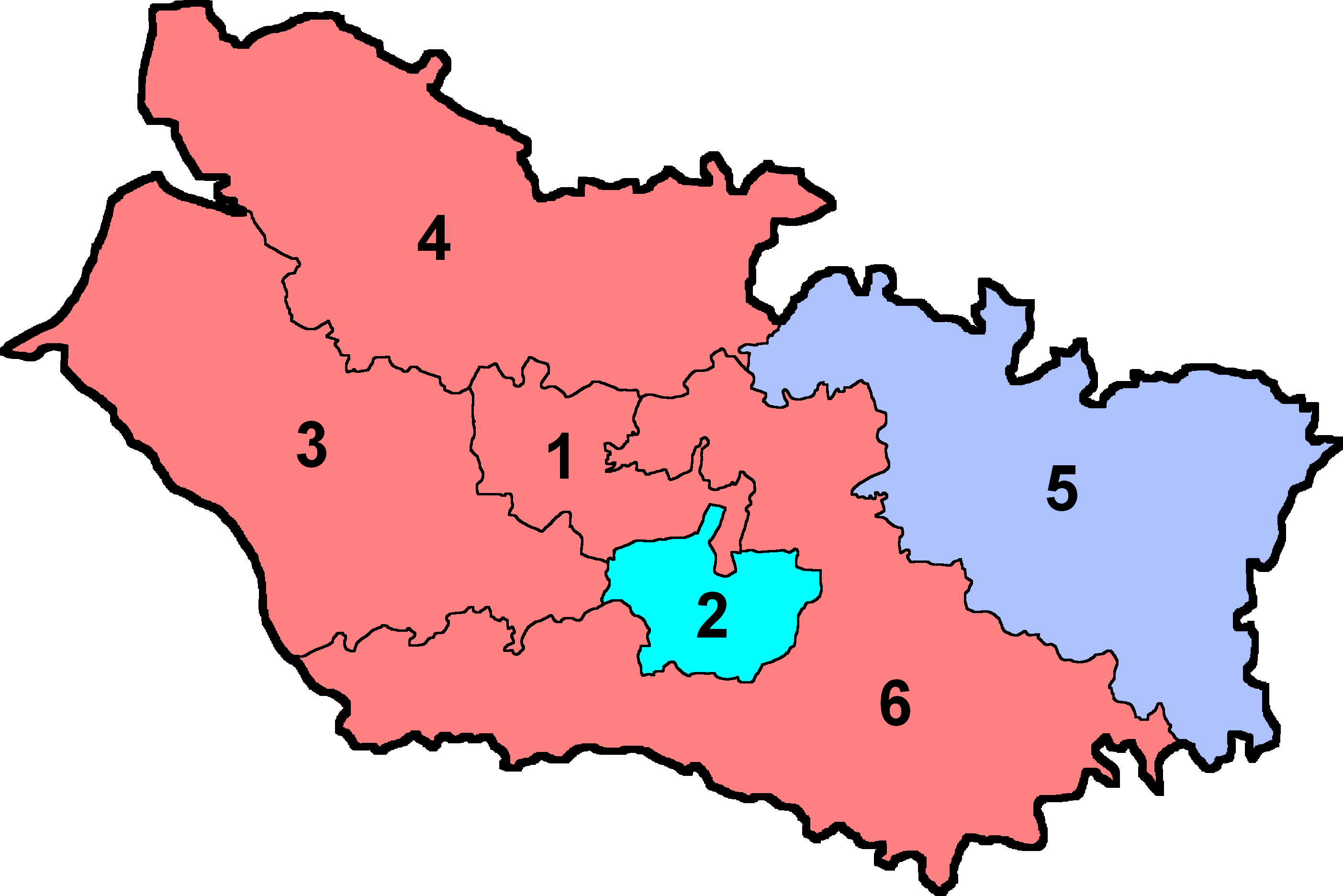
Députés de la Somme de 1988 à 1993

| Circonscription     | Nom                 |  | Parti | Groupe                             | Suppléant         |
| ------------------- | ------------------- |  | ----- | ---------------------------------- | ----------------- |
| 1re circonscription | Jean-Claude Dessein |  | PS    | Socialiste                         | Serge Delignères  |
| 2e circonscription  | Gilles de Robien    |  | UDF   | Union pour la démocratie française | Henri Demolliens  |
| 3e circonscription  | Pierre Hiard        |  | PS    | Socialiste                         | Jean-Luc Lefevre  |
| 4e circonscription  | Jacques Becq        |  | PS    | Socialiste                         | Gilbert Temmerman |
| 5e circonscription  | Gautier Audinot     |  | DVD   | Non-inscrit                        | Stéphane Demilly  |
| 6e circonscription  | Jacques Fleury      |  | PS    | Socialiste                         | Christian Manable |

### VIIIelégislature(1986-1988)
Scrutin de listes : pas de suppléants.
| N° | Nom                 |  | Parti | Groupe                             | Remarques                               | Liste                   | %     |
| -- | ------------------- |  | ----- | ---------------------------------- | --------------------------------------- | ----------------------- | ----- |
| 1  | André Audinot       |  | DVD   | Non-inscrit                        | meurt le 18 avril 1986                  | Opposition Unie         | 36,78 |
| 2  | Gilles de Robien    |  | UDF   | Union pour la démocratie française |                                         | Opposition Unie         | 36,78 |
| 3  | Joël Hart           |  | RPR   | Rassemblement pour la République   |                                         | Opposition Unie         | 36,78 |
| 4  | Pierre Claisse      |  | UDF   | Union pour la démocratie française | remplace André Audinot le 18 avril 1986 | Opposition Unie         | 36,78 |
| 1  | Jean-Claude Dessein |  | PS    | Socialiste                         |                                         | Majorité présidentielle | 30,57 |
| 2  | Jacques Fleury      |  | PS    | Socialiste                         |                                         | Majorité présidentielle | 30,57 |
| 1  | Maxime Gremetz      |  | PCF   | Communiste                         |                                         | Communiste              | 14,52 |

### VIIelégislature(1981-1986)

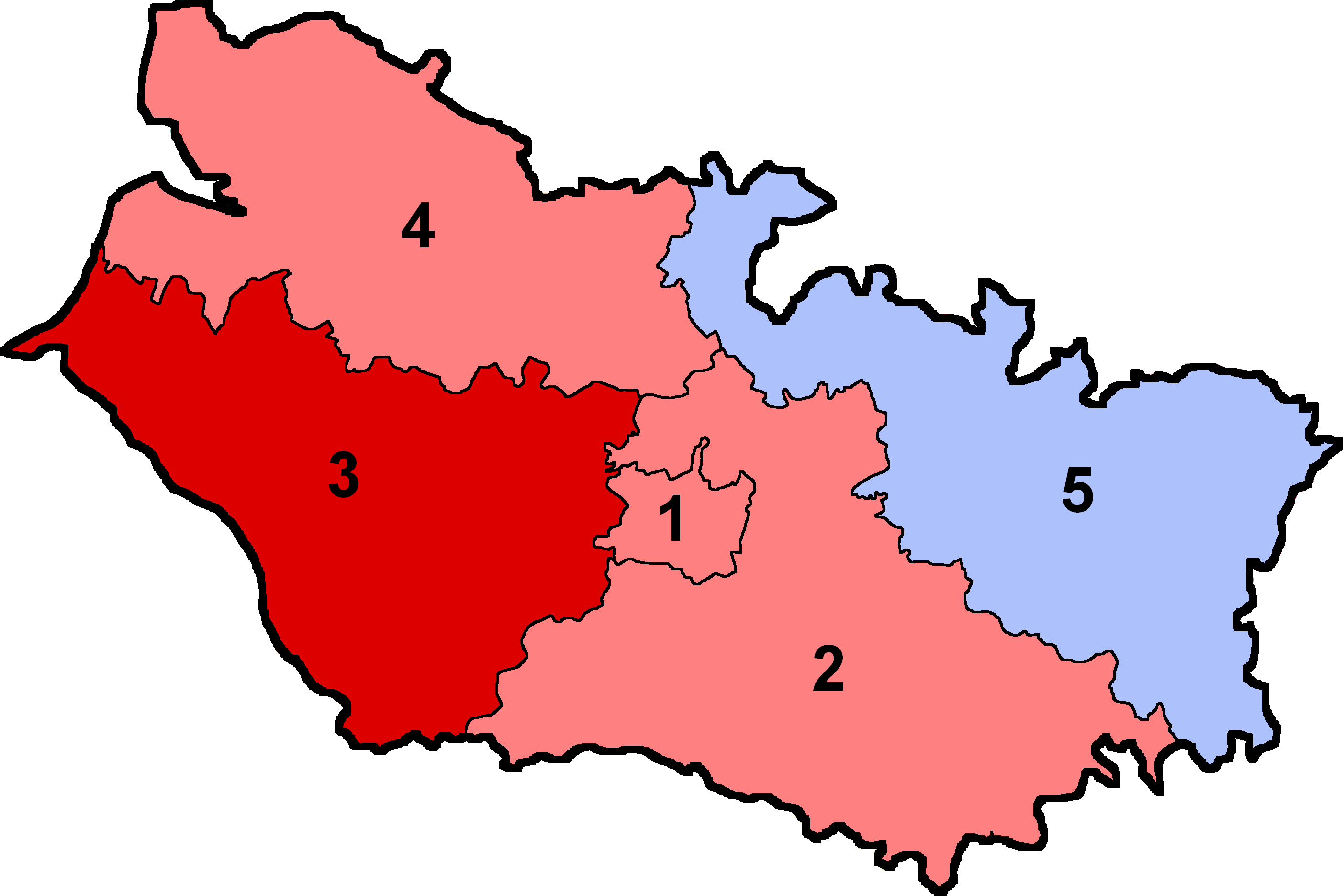
Députés de la Somme de 1981 à 1986

| Circonscription     | Nom                 |  | Parti | Groupe      | Suppléant         |
| ------------------- | ------------------- |  | ----- | ----------- | ----------------- |
| 1re circonscription | Jean-Claude Dessein |  | PS    | Socialiste  | Françoise Gayelle |
| 2e circonscription  | Jacques Fleury      |  | PS    | Socialiste  | Michel Lamarre    |
| 3e circonscription  | Michel Couillet     |  | PCF   | Communiste  | René Reigner      |
| 4e circonscription  | Jacques Becq        |  | PS    | Socialiste  | Gilbert Gauthé    |
| 5e circonscription  | André Audinot       |  | DVD   | Non-inscrit | Fernand Demilly   |

### VIelégislature(1978-1981)

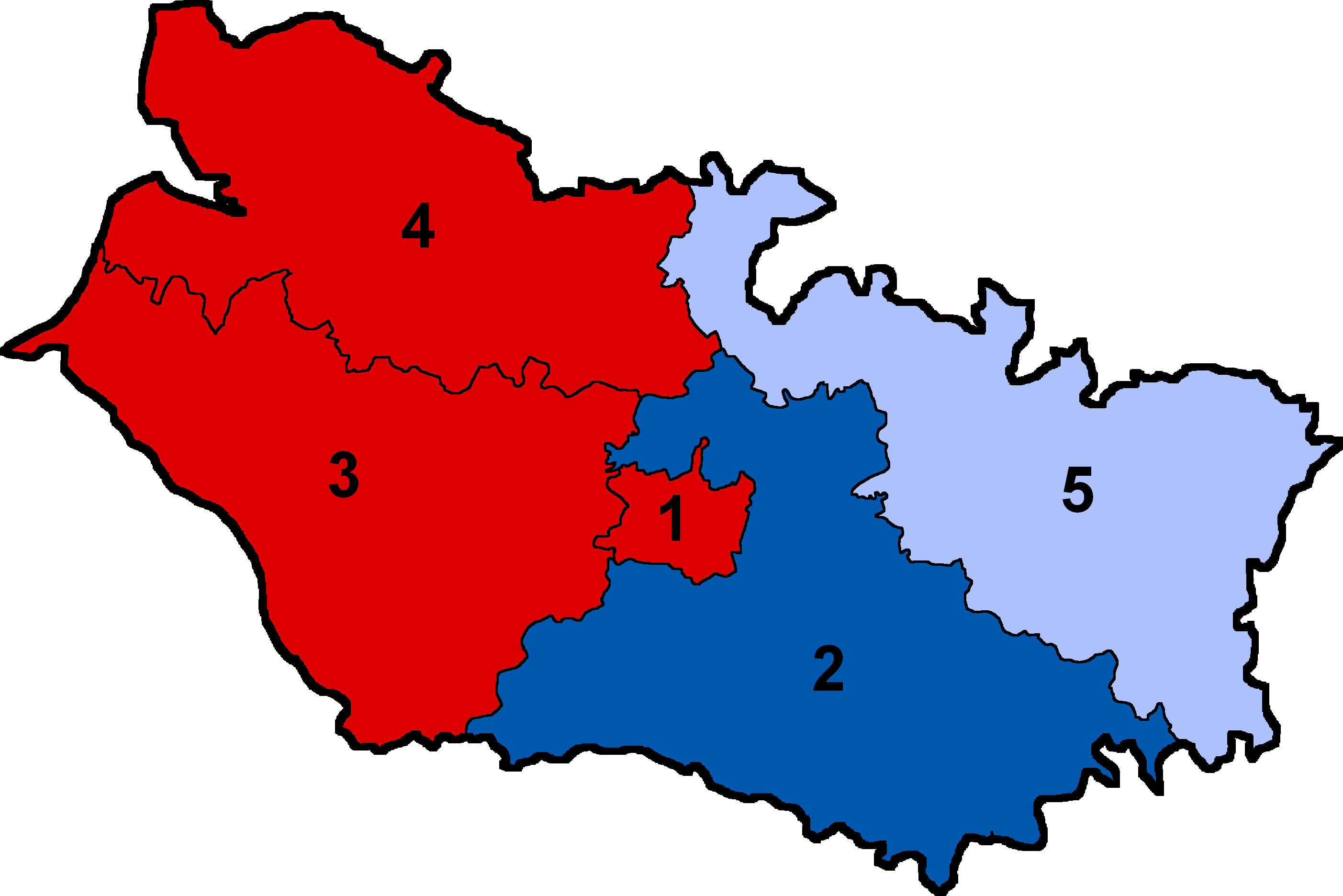
Députés de la Somme de 1978 à 1981

| Circonscription     | Nom                  |  | Parti | Groupe                           | Suppléant         |
| ------------------- | -------------------- |  | ----- | -------------------------------- | ----------------- |
| 1re circonscription | Maxime Gremetz       |  | PCF   | Communiste                       | François Cosserat |
| 2e circonscription  | Jean-Louis Massoubre |  | RPR   | Rassemblement pour la République | Gérard Flamand    |
| 3e circonscription  | Michel Couillet      |  | PCF   | Communiste                       | René Reigner      |
| 4e circonscription  | Chantal Leblanc      |  | PCF   | Communiste                       | Michel Boulanger  |
| 5e circonscription  | André Audinot        |  | DVD   | Non-inscrit                      | Fernand Demilly   |

### Velégislature(1973-1978)

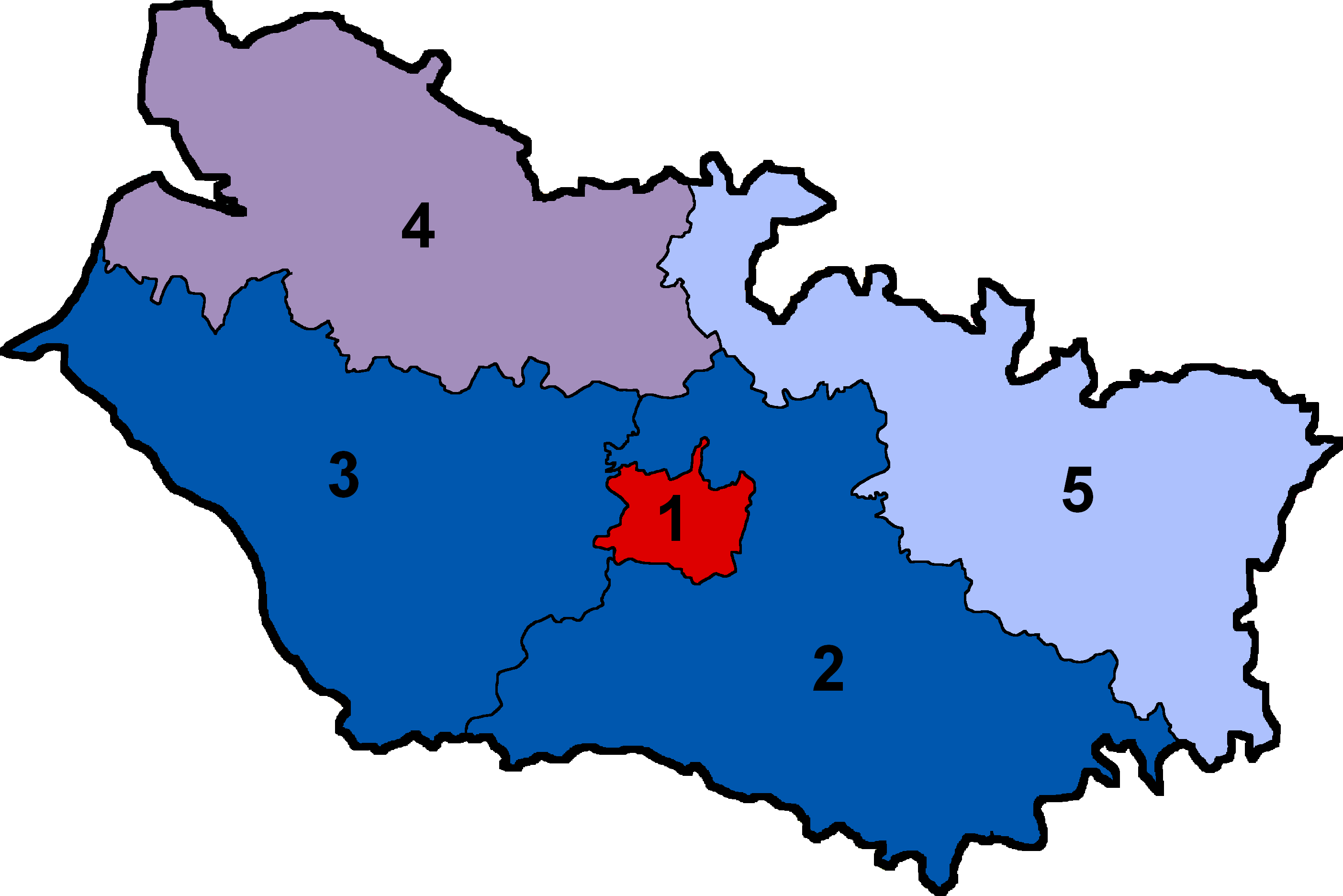
Députés de la Somme de 1973 à 1978

| Circonscription     | Nom                  |  | Parti | Groupe                                    | Suppléant             |
| ------------------- | -------------------- |  | ----- | ----------------------------------------- | --------------------- |
| 1re circonscription | René Lamps           |  | PCF   | Communiste                                | Émile Baheu           |
| 2e circonscription  | Jean-Louis Massoubre |  | UDR   | Union des démocrates pour la République   | Émile Caudron         |
| 3e circonscription  | Charles Bignon       |  | UDR   | Union des démocrates pour la République   | Jean-Michel Montaille |
| 4e circonscription  | Max Lejeune          |  | MDSF  | Réformateurs démocrates sociaux puis RCDS | Gabriel Deray         |
| 5e circonscription  | André Audinot        |  | URP   | Union centriste puis Non-inscrit          | Émile Luciani         |

### IVelégislature(1968-1973)

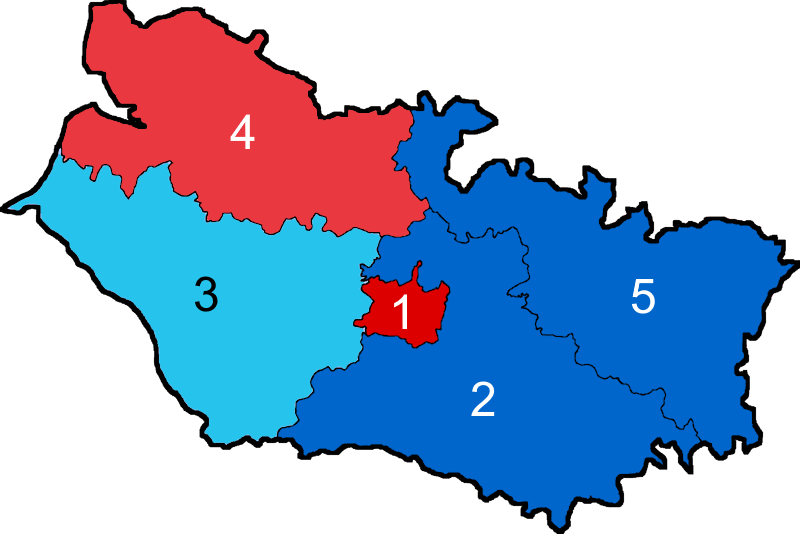
Députés de la Somme de 1968 à 1973

| Circonscription     | Nom                  |  | Parti       | Groupe                                  | Suppléant         |
| ------------------- | -------------------- |  | ----------- | --------------------------------------- | ----------------- |
| 1re circonscription | René Lamps           |  | PCF         | Communiste                              | Émile Baheu       |
| 2e circonscription  | Jean-Louis Massoubre |  | UDR         | Union des démocrates pour la République | Léon Heitz        |
| 3e circonscription  | Charles Bignon       |  | RI puis UDR | Union des démocrates pour la République | René Dentin       |
| 4e circonscription  | Max Lejeune          |  | SFIO        | Socialiste                              | Robert Viarre     |
| 5e circonscription  | Émile Luciani        |  | UDR         | Union des démocrates pour la République | Auguste Deloraine |

### IIIelégislature(1967-1968)

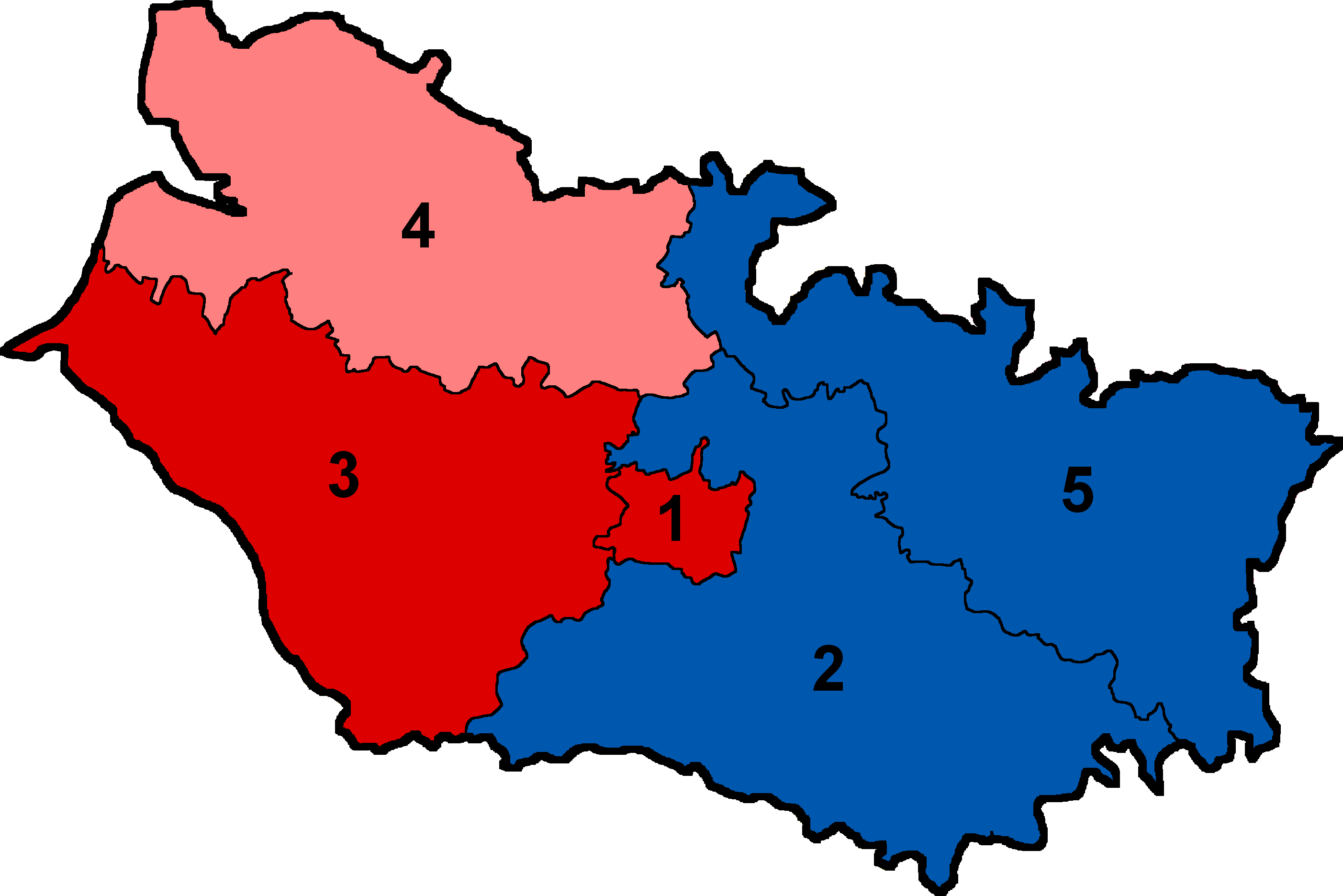
Députés de la Somme de 1967 à 1968

| Circonscription     | Nom                  |  | Parti | Groupe                                          | Suppléant         |
| ------------------- | -------------------- |  | ----- | ----------------------------------------------- | ----------------- |
| 1re circonscription | René Lamps           |  | PCF   | Communiste                                      | Émile Baheu       |
| 2e circonscription  | Jean-Louis Massoubre |  | UD-Ve | Union démocratique pour la V° République        | Léon Heitz        |
| 3e circonscription  | Michel Couillet      |  | PCF   | Communiste                                      | René Jacob        |
| 4e circonscription  | Max Lejeune          |  | SFIO  | Fédération de la gauche démocrate et socialiste | Robert Viarre     |
| 5e circonscription  | Émile Luciani        |  | UD-Ve | Union démocratique pour la V° République        | Auguste Deloraine |

### IIelégislature(1962-1967)

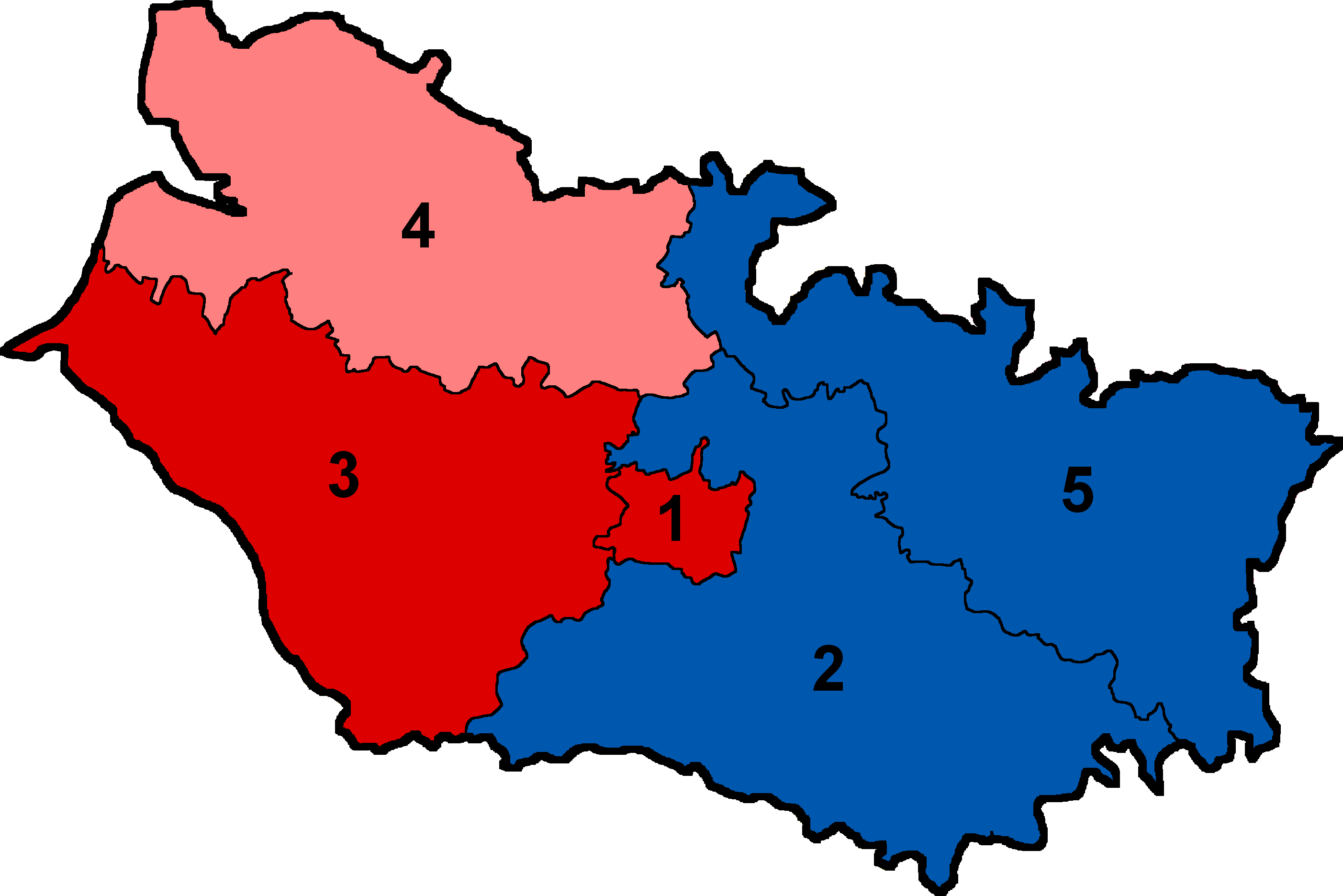
Députés de la Somme de 1962 à 1967

| Circonscription     | Nom             |  | Parti   | Groupe                                | Suppléant         |
| ------------------- | --------------- |  | ------- | ------------------------------------- | ----------------- |
| 1re circonscription | René Lamps      |  | PCF     | Communiste                            | Augustin Dujardin |
| 2e circonscription  | Léon Heitz      |  | UNR-UDT | Union pour la nouvelle République-UDT | Marcel Mourier    |
| 3e circonscription  | Michel Couillet |  | PCF     | Communiste                            | René Jacob        |
| 4e circonscription  | Max Lejeune     |  | SFIO    | Socialiste                            | Hélène Loeuillet  |
| 5e circonscription  | Émile Luciani   |  | UNR-UDT | Union pour la nouvelle République-UDT | Auguste Deloraine |

### Irelégislature(1958-1962)

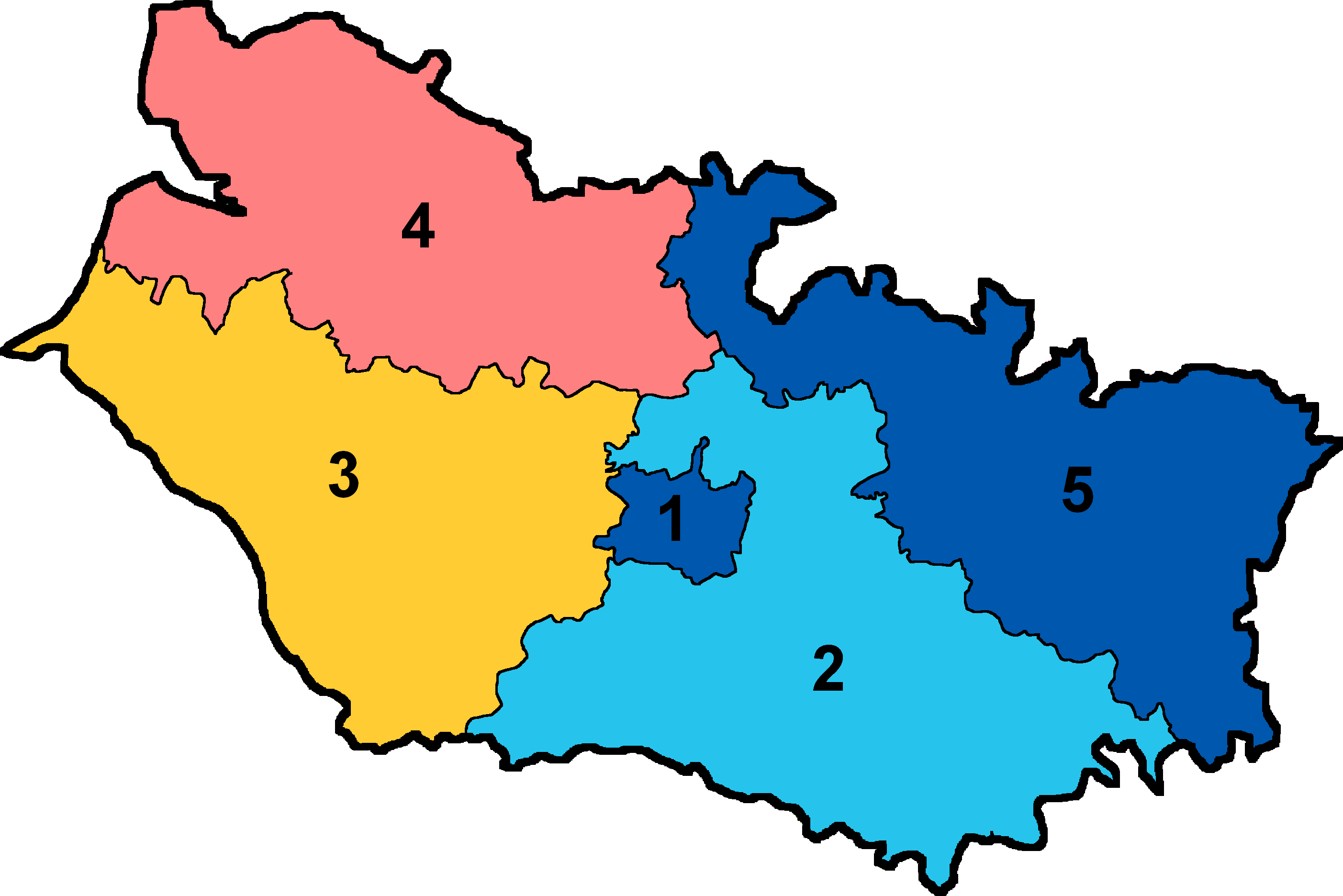
Députés de la Somme de 1958 à 1962

| Circonscription     | Nom              | Parti | Parti | Groupe parlementaire                     | Suppléant              |
| ------------------- | ---------------- | ----- | ----- | ---------------------------------------- | ---------------------- |
| 1re circonscription | Fred Moore       |       | UNR   | Union pour la nouvelle République        | Guy Durand             |
| 2e circonscription  | Jean Doublet     |       | CNIP  | Indépendants et paysans d'action sociale | Dominique Fauchille    |
| 3e circonscription  | Marcelle Delabie |       | PRRRS | Entente démocratique                     |                        |
| 4e circonscription  | Max Lejeune      |       | SFIO  | Socialiste                               | Hélène Loeuillet       |
| 5e circonscription  | Émile Luciani    |       | UNR   | Union pour la nouvelle République        | Auguste Deloraine CNIP |

## IVeRépublique

### IIIelégislature (1956-1958)
| N° | Nom               |  | Parti | Liste                         | %     | Remarques                                                                         |
| -- | ----------------- |  | ----- | ----------------------------- | ----- | --------------------------------------------------------------------------------- |
| 1  | Louis Prot        |  | PCF   | Communiste                    | 32,14 |                                                                                   |
| 2  | René Lamps        |  | PCF   | Communiste                    | 32,14 |                                                                                   |
| 1  | Max Lejeune       |  | SFIO  | Socialiste                    | 25,21 | Membre des cabinets Mollet, Bourgès-Maunoury, Gaillard, Pflimlin et de Gaulle (3) |
| 2  | Pierre Doutrellot |  | SFIO  | Socialiste                    | 25,21 |                                                                                   |
| 1  | Pierre Garet      |  | CNIP  | Républicaine d'Action sociale | 12,88 | Membre des cabinets Gaillard et Pflimlin                                          |
| 1  | Émile Luciani     |  | UDCA  | Union et fraternité française | 10,99 | devient NI en novembre 1956                                                       |

### IIelégislature (1951-1956)
| N° | Nom               |  | Parti | Liste                            | %     | Remarques                                      |
| -- | ----------------- |  | ----- | -------------------------------- | ----- | ---------------------------------------------- |
| 1  | Louis Prot        |  | PCF   | Communiste                       | 32,15 |                                                |
| 2  | René Lamps        |  | PCF   | Communiste                       | 32,15 |                                                |
| 1  | Max Lejeune       |  | SFIO  | Socialiste                       | 21,63 |                                                |
| 2  | Pierre Doutrellot |  | SFIO  | Socialiste                       | 21,63 |                                                |
| 1  | Pierre Garet      |  | RI    | Union démocratique - RGR         | 17,78 | Ministre du travail dans le Gouvernement Pinay |
| 1  | André-Jean Godin  |  | RPF   | Rassemblement du peuple français | 17,44 | rejoint le groupe ARS en 1952                  |

### Irelégislature (1946-1951)
| N° | Nom               |  | Parti | Liste                                   | %     | Remarques                                                                            |
| -- | ----------------- |  | ----- | --------------------------------------- | ----- | ------------------------------------------------------------------------------------ |
| 1  | Louis Prot        |  | PCF   | Union résistante et républicaine        | 32,66 |                                                                                      |
| 2  | René Lamps        |  | PCF   | Union résistante et républicaine        | 32,66 |                                                                                      |
| 1  | Max Lejeune       |  | SFIO  | Socialiste                              | 23,67 | Membre de Blum (3), Schuman (1), Queuille (1), Bidault (2), Pleven (1), Queuille (3) |
| 2  | Pierre Doutrellot |  | SFIO  | Socialiste                              | 23,67 |                                                                                      |
| 1  | Pierre Garet      |  | MRP   | Mouvement républicain populaire         | 21,88 | rejoint le groupe RI en mars 1949                                                    |
| 1  | André-Jean Godin  |  | PRS   | Rassemblement des gauches républicaines | 15,76 | rejoint le groupe RPF en 1949                                                        |

## Gouvernement provisoire de la République française

### Assemblée constituante de 1946
| N° | Nom              |  | Parti | Liste                                   | %     |
| -- | ---------------- |  | ----- | --------------------------------------- | ----- |
| 1  | Louis Prot       |  | PCF   | Union résistante et républicaine        | 29,94 |
| 2  | René Lamps       |  | PCF   | Union résistante et républicaine        | 29,94 |
| 1  | Pierre Garet     |  | MRP   | Mouvement républicain populaire         | 28,80 |
| 2  | Jules Delemotte  |  | MRP   | Mouvement républicain populaire         | 28,80 |
| 1  | Max Lejeune      |  | SFIO  | Socialiste                              | 26,00 |
| 1  | André-Jean Godin |  | PRS   | Rassemblement des gauches républicaines | 15,26 |

### Assemblée constituante de 1945
| N° | Nom               |  | Parti | Liste                            | %     |
| -- | ----------------- |  | ----- | -------------------------------- | ----- |
| 1  | Max Lejeune       |  | SFIO  | Socialiste                       | 30,61 |
| 2  | Pierre Doutrellot |  | SFIO  | Socialiste                       | 30,61 |
| 1  | Léon Debouverie   |  | MRP   | Mouvement républicain populaire  | 30,06 |
| 2  | Pierre Garet      |  | MRP   | Mouvement républicain populaire  | 30,06 |
| 1  | Louis Prot        |  | PCF   | Union résistante et républicaine | 29,61 |
| 2  | René Lamps        |  | PCF   | Union résistante et républicaine | 29,61 |

## IIIeRépublique

### XVIelégislature (1936-1940)

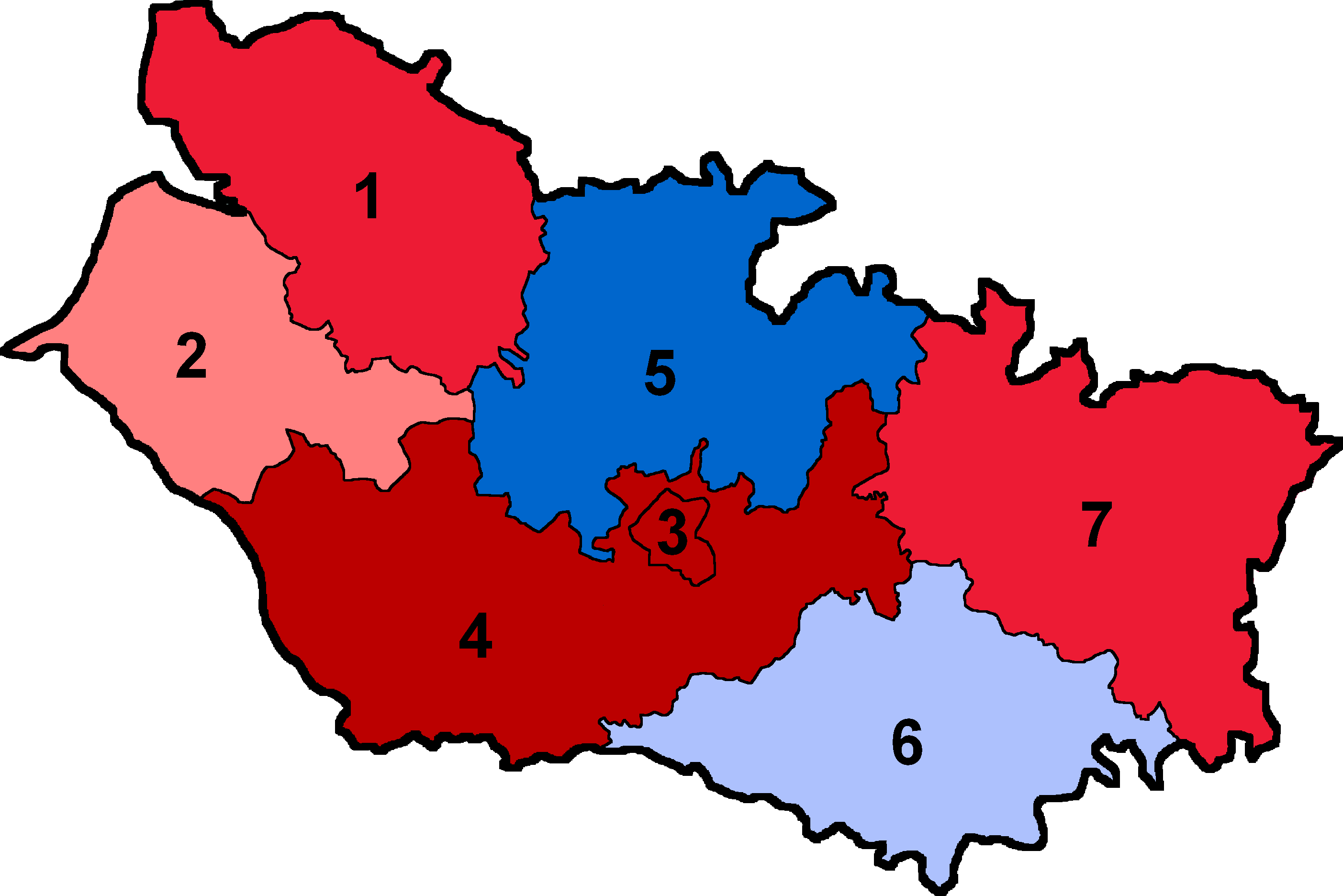
Députés de la Somme de 1936 à 1940

|   | Circonscription | Nom                           |  | Parti   | Groupe                                                           |
| - | --------------- | ----------------------------- |  | ------- | ---------------------------------------------------------------- |
| 1 | Abbeville-1     | Max Lejeune                   |  | SFIO    | Socialiste                                                       |
| 2 | Abbeville-2     | Maurice Delabie               |  | PRRRS   | Républicain radical et radical-socialiste                        |
| 3 | Amiens-1        | Jean Catelas                  |  | PC-SFIC | Communiste                                                       |
| 4 | Amiens-2        | Louis Prot                    |  | PC-SFIC | Communiste                                                       |
| 5 | Amiens-3        | François de Clermont-Tonnerre |  | PAPF    | Agraire indépendant                                              |
| 6 | Montdidier      | Michel Brille                 |  | AD      | Alliance des républicains de gauche et des radicaux indépendants |
| 7 | Péronne         | Alfred Basquin                |  | SFIO    | Socialiste                                                       |

### XVelégislature (1932-1936)

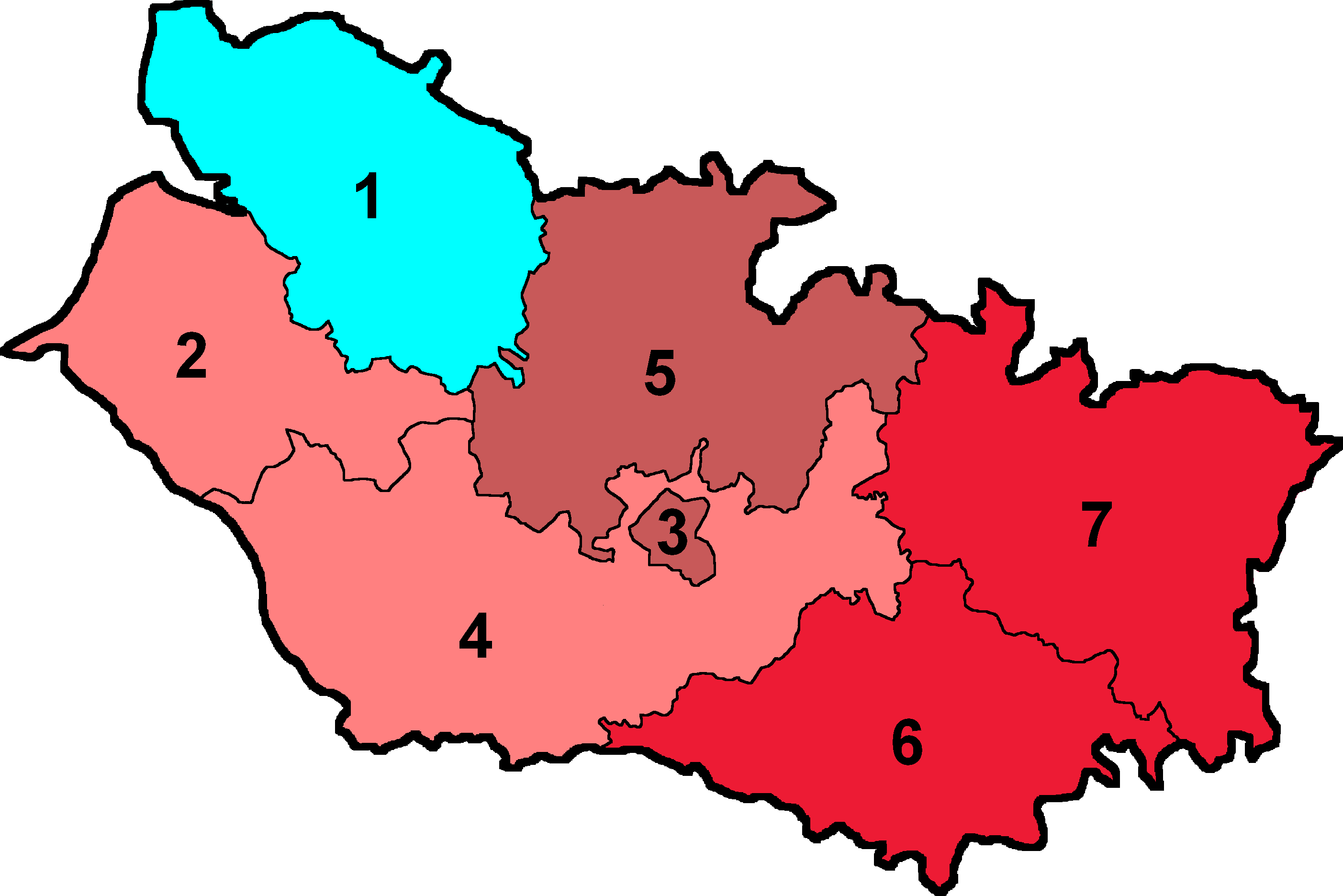
Députés de la Somme de 1932 à 1936

|   | Circonscription | Nom                 |  | Parti         | Groupe                                     |
| - | --------------- | ------------------- |  | ------------- | ------------------------------------------ |
| 1 | Abbeville-1     | Jean Coache         |  | RI            | Gauche radicale                            |
| 2 | Abbeville-2     | Maurice Delabie     |  | PRRRS         | Républicain radical et radical-socialiste  |
| 3 | Amiens-1        | Lucien Lecointe     |  | PSFrançais    | Parti socialiste français                  |
| 4 | Amiens-2        | Louis Lallemant     |  | PRRRS         | Républicain radical et radical-socialiste  |
| 5 | Amiens-3        | Louis Lebel         |  | SFIO puis USR | Socialiste puis Parti socialiste de France |
| 6 | Montdidier      | Rodolphe Tonnellier |  | SFIO          | Socialiste                                 |
| 7 | Péronne         | Alfred Basquin      |  | SFIO          | Socialiste                                 |

### XIVelégislature (1928-1932)
Les élections législatives furent au scrutin d'arrondissement majoritaire à deux tours de 1928 à 1936.
|   | Circonscription | Nom                        |  | Parti | Groupe                                    |
| - | --------------- | -------------------------- |  | ----- | ----------------------------------------- |
| 1 | Abbeville-1     | Émile Ternois              |  | PRRRS | Républicain radical et radical-socialiste |
| 2 | Abbeville-2     | Henri des Lyons de Feuchin |  | FR    | Union républicaine et démocratique        |
| 3 | Amiens-1        | Georges Antoine            |  | FR    | Union républicaine et démocratique        |
| 4 | Amiens-2        | Jean Masse                 |  | AD    | Républicains de gauche                    |
| 5 | Amiens-3        | Albert Ménil               |  | FR    | Union républicaine et démocratique        |
| 6 | Montdidier      | Pierre de Lupel*           |  | AD    | Républicains de gauche                    |
| 6 | Montdidier      | Rodolphe Tonnellier        |  | SFIO  | Socialiste                                |
| 7 | Péronne         | Gontrand Gonnet            |  | RI    | Gauche radicale                           |

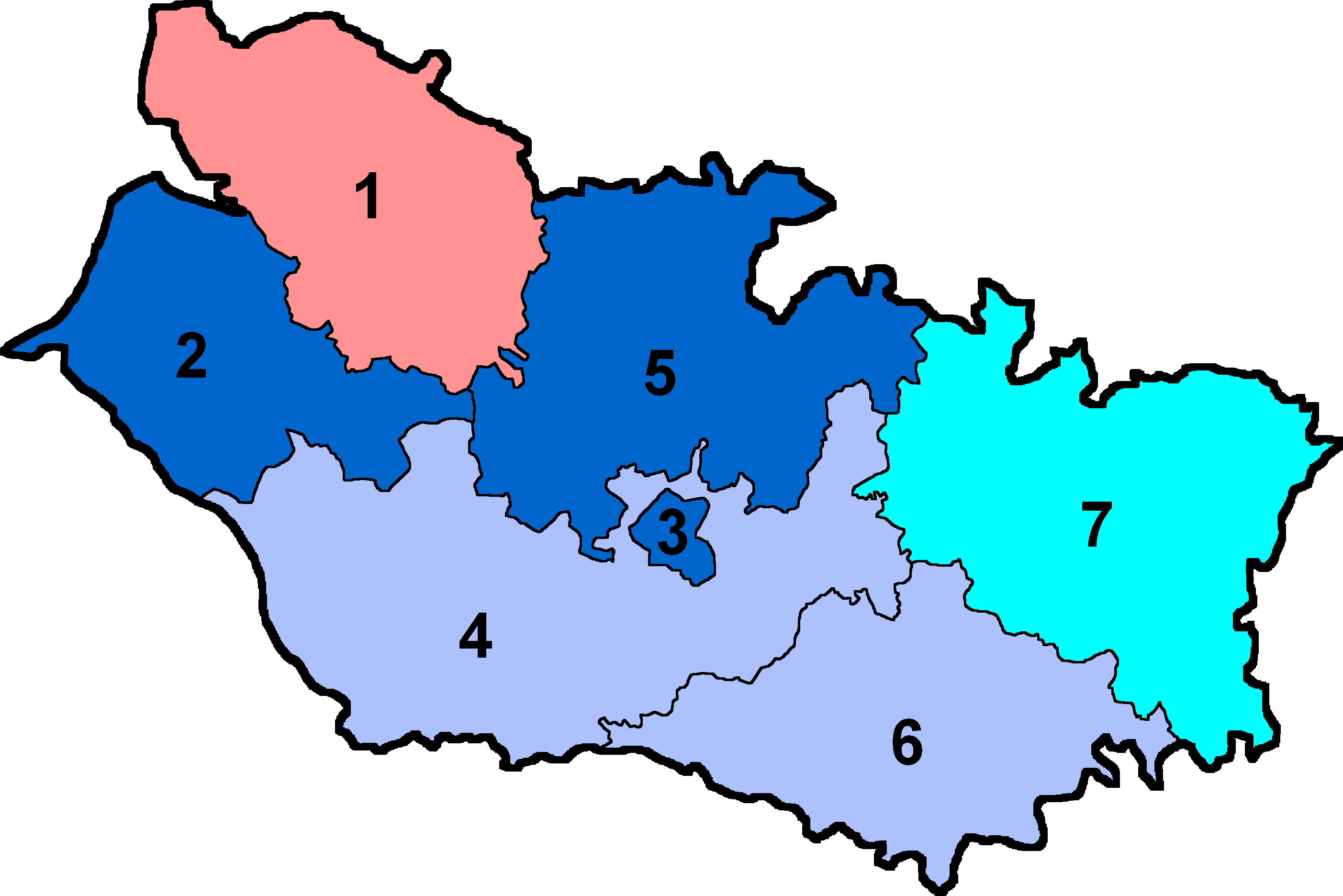
Députés de la Somme de 1928 à 1932

(*) mort le 28 novembre 1929, il sera remplacé par son opposant de 1928 (le socialiste Rodolphe Tonnellier) lors d'une élection partielle du 23 février 1930.
Source : Élections législatives 22-29 avril 1928 de Georges Lachapelle - https://gallica.bnf.fr/ark:/12148/bpt6k320439r.texteImage#

### XIIIelégislature (1924-1928)
Les élections législatives de 1924 furent organisées au scrutin proportionnel de liste. Elles marquèrent au niveau national national la victoire du "Cartel des gauches".
| Liste                                     | N° | Nom                 |  | Parti | Groupe                                        |
| ----------------------------------------- | -- | ------------------- |  | ----- | --------------------------------------------- |
| Action républicaine                       | 1  | Louis-Lucien Klotz* |  | PRRRS | Radical et radical-socialiste                 |
| Action républicaine                       | 2  | Lucien Lecointe     |  | PSF   | Républicain socialiste et socialiste français |
| Action républicaine                       | 3  | Gontrand Gonnet     |  | RI    | Gauche radicale                               |
| Action républicaine                       | 4  | Émile Ternois       |  | PRRRS | Radical et radical-socialiste                 |
| Action républicaine                       | 5  | Paul Casimir Dubois |  | PRRRS | Radical et radical-socialiste                 |
| Action républicaine                       | 6  | Georges Jourdain    |  | RI    | Gauche radicale                               |
| Républicaine d'union nationale et sociale | 1  | Georges Antoine     |  | FR    | Union républicaine et démocratique            |

(*) Élu sénateur le 26 avril 1925.
Source : Barodet sur le site de l'Assemblée Nationale - https://bibnum.sciencespo.fr/s/catalogue/ark:/46513/sc16m1m0#?c=&m=&s=&cv=

### XIIelégislature (1919-1924)
Les élections législatives de 1919 furent organisées au scrutin proportionnel de liste. Elles marquèrent au niveau national la victoire du "Bloc national" de centre-droit.
| Liste                           | N° | Nom                        |  | Parti | Groupe                              |
| ------------------------------- | -- | -------------------------- |  | ----- | ----------------------------------- |
| Concentration républicaine      | 1  | Louis-Lucien Klotz         |  | PRRRS | Parti radical et radical-socialiste |
| Concentration républicaine      | 2  | Anatole Jovelet*           |  | PRRRS | Parti radical et radical-socialiste |
| Concentration républicaine      | 3  | Émile Ternois              |  | PRRRS | Parti radical et radical-socialiste |
| Concentration républicaine      | 4  | Gontrand Gonnet            |  | RI    | Gauche radicale                     |
| Concentration républicaine      | 5  | Paul Casimir Dubois        |  | PRRRS | Parti radical et radical-socialiste |
| Républicaine d'intérêt national | 1  | Georges Antoine            |  | FR    | Entente républicaine démocratique   |
| Républicaine d'intérêt national | 2  | Henri des Lyons de Feuchin |  | FR    | Entente républicaine démocratique   |

(*) Élu sénateur le 3 mars 1923, non remplacé.
Source : Barodet, sur le site de l'Assemblée Nationale - https://bibnum.sciencespo.fr/s/catalogue/ark:/46513/sc16m2kz#?c=&m=&s=&cv=

### XIelégislature (1914-1919)
|   | Circonscription | Nom                |  | Parti | Groupe                                           |
| - | --------------- | ------------------ |  | ----- | ------------------------------------------------ |
| 1 | Abbeville-1     | Émile Ternois      |  | PRRRS | Parti républicain, radical et radical-socialiste |
| 2 | Abbeville-2     | Marius Delahaye    |  | PRRRS | Parti républicain, radical et radical-socialiste |
| 3 | Amiens-1        | Lucien Lecointe    |  | SFIO  | Parti socialiste                                 |
| 4 | Amiens-2        | René Jouancoux     |  | PRRRS | Parti républicain, radical et radical-socialiste |
| 5 | Doullens        | Anatole Jovelet    |  | PRRRS | Parti républicain, radical et radical-socialiste |
| 6 | Montdidier      | Louis-Lucien Klotz |  | PRRRS | Union républicaine radicale et socialiste        |
| 7 | Péronne         | Émile Magniez      |  | PRRRS | Union républicaine radicale et socialiste        |

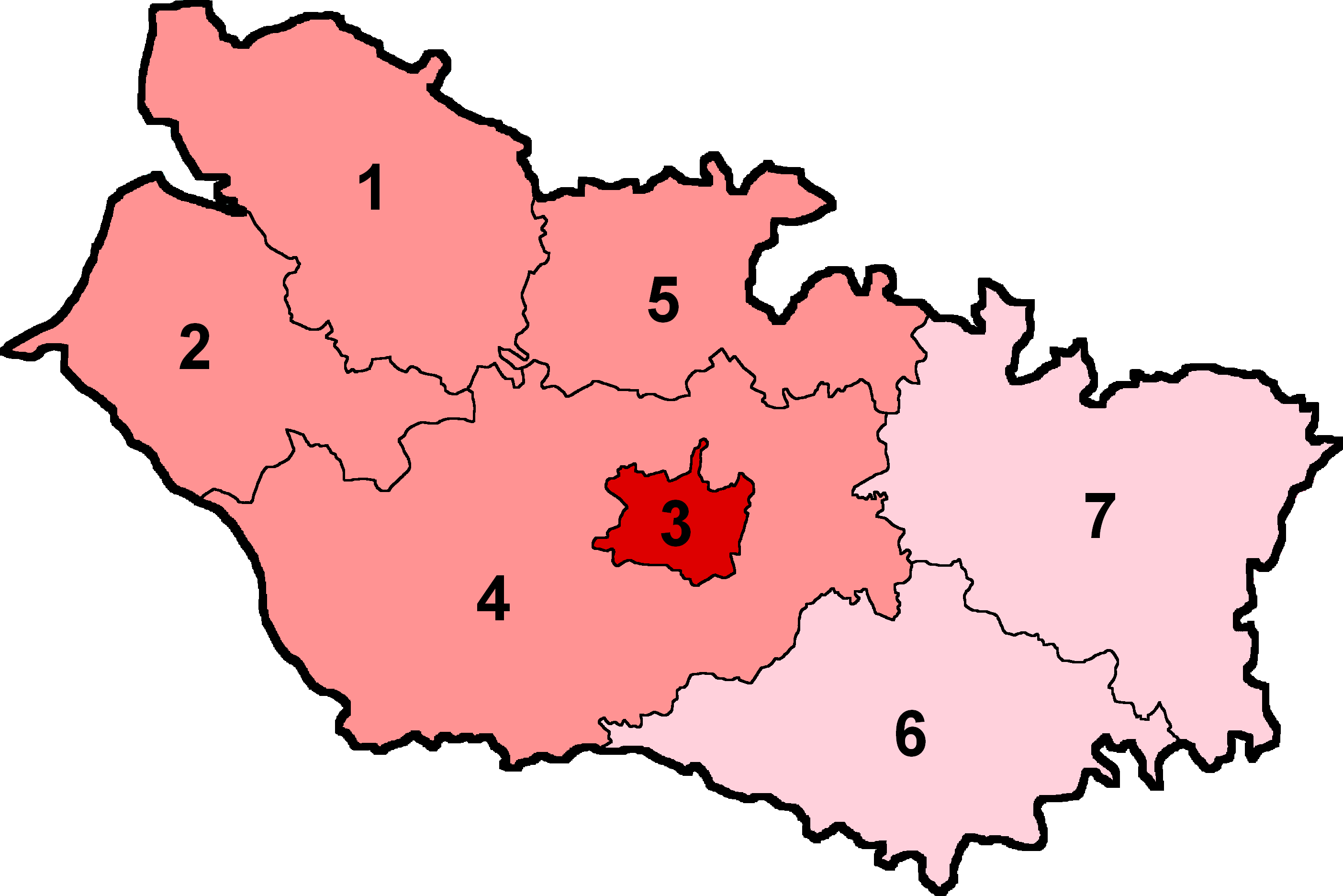
Députés de la Somme de 1914 à 1919

Sources : Journal Le Temps du 28 avril et du 12 mai 1914 sur Gallica - ,.

### Xelégislature (1910-1914)
|   | Circonscription | Nom                        |  | Parti   | Groupe                            |
| - | --------------- | -------------------------- |  | ------- | --------------------------------- |
| 1 | Abbeville-1     | Émile Coache*              |  | Modérés | Non-inscrit                       |
| 1 | Abbeville-1     | Émile Ternois              |  | PRRRS   | Républicains radicaux-socialistes |
| 2 | Abbeville-2     | Henri des Lyons de Feuchin |  | FR      | Républicains progressistes        |
| 3 | Amiens-1        | Lucien Lecointe            |  | SFIO    | Parti socialiste                  |
| 4 | Amiens-2        | René Jouancoux             |  | PRRRS   | Républicains radicaux-socialistes |
| 5 | Doullens        | Étienne Dusevel            |  | PRRRS   | Républicains radicaux-socialistes |
| 6 | Montdidier      | Louis-Lucien Klotz         |  | PRRRS   | Républicains radicaux-socialistes |
| 7 | Péronne         | Émile Magniez              |  | PRRRS   | Républicains radicaux-socialistes |

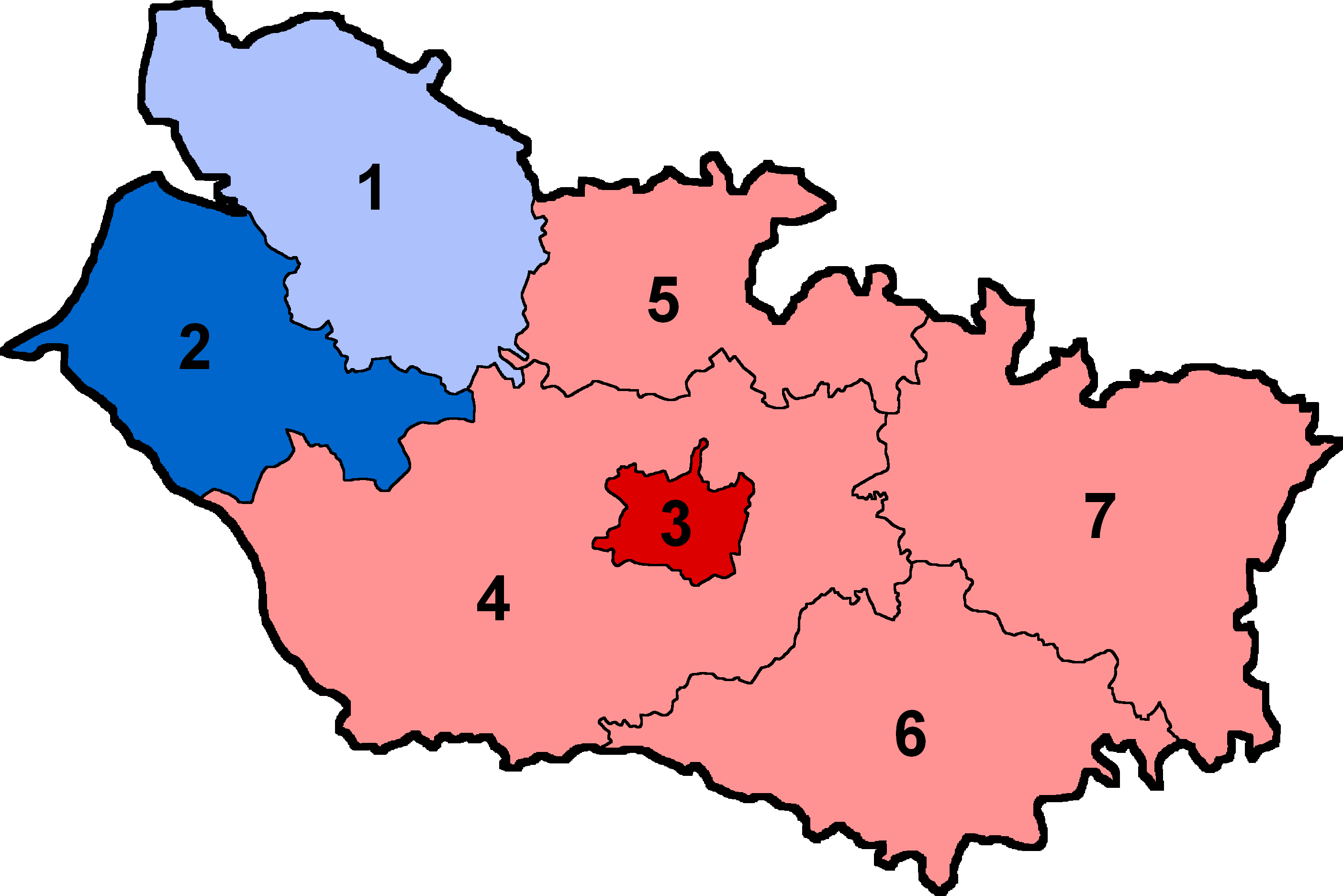
Députés de la Somme de 1910 à 1914

(*) mort le 6 juillet 1910, il est remplacé par le radical Émile Ternois à la suite d'une élection partielle le 28 août suivant.
Sources : Journal Le Temps du 24 avril et du 8 mai 1910 sur Gallica - ,.

### IXelégislature (1906-1910)
|   | Circonscription | Nom                        |  | Parti          | Groupe                     |
| - | --------------- | -------------------------- |  | -------------- | -------------------------- |
| 1 | Abbeville-1     | Émile Coache               |  | Modérés        | Union républicaine         |
| 2 | Abbeville-2     | Ernest Gellé*              |  | FR             | Progressiste               |
| 2 | Abbeville-2     | Henri des Lyons de Feuchin |  | FR             | Progressiste               |
| 3 | Amiens-1        | Ernest Cauvin**            |  | Rép. de gauche | Gauche radicale            |
| 3 | Amiens-1        | Lucien Lecointe            |  | SFIO           | Socialistes unifiés        |
| 4 | Amiens-2        | Alphonse Fiquet***         |  | PRRRS          | Gauche radicale-socialiste |
| 4 | Amiens-2        | René Jouancoux             |  | PRRRS          | Gauche radicale-socialiste |
| 5 | Doullens        | Albert Rousé***            |  | Rép. de gauche | Gauche radicale            |
| 5 | Doullens        | Étienne Dusevel            |  | PRRRS          | Gauche radicale-socialiste |
| 6 | Montdidier      | Louis-Lucien Klotz         |  | PRRRS          | Gauche radicale-socialiste |
| 7 | Péronne         | Henri Vion                 |  | FR             | Progressiste               |

(*) mort le 23 mai 1909.
(**) Élu sénateur le 18 août 1907 lors d'une élection partielle.

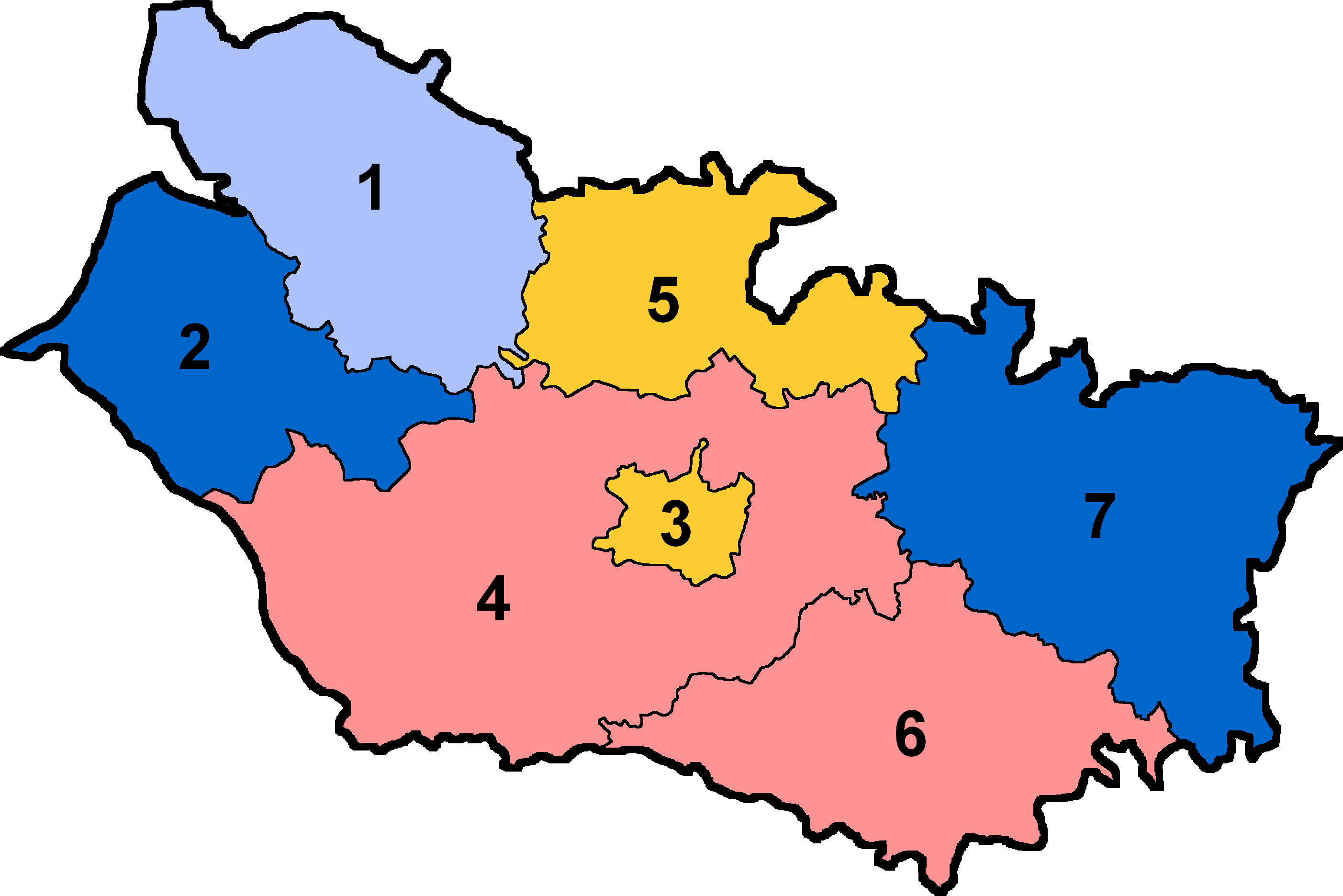
Députés en 1906

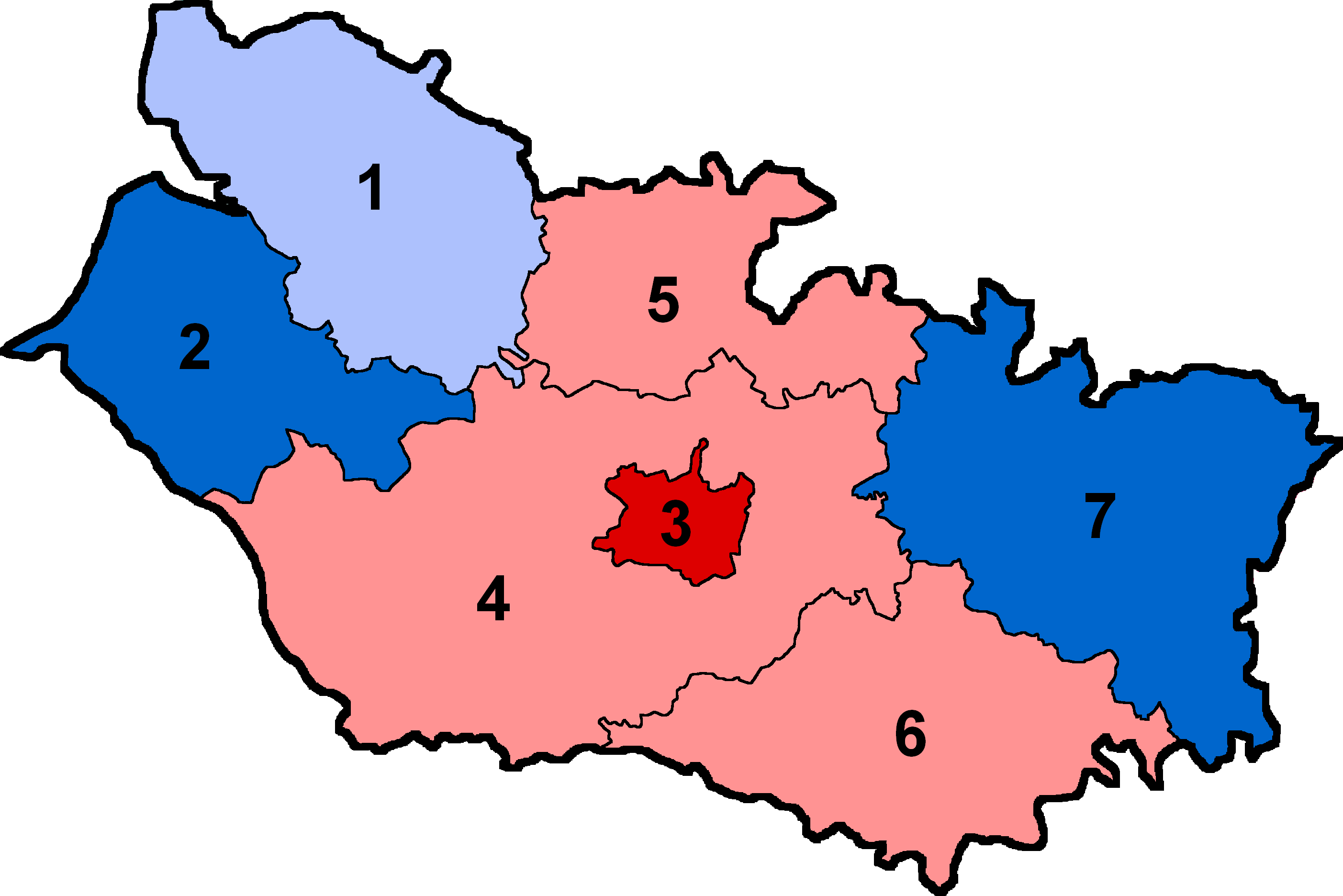
Députés en 1909

(***) Élus sénateurs lors des élections du 3 janvier 1909.
Sources : Journal Le Temps du 6 et du 22 mai 1906 sur Gallica - ,.

### VIIIelégislature (1902-1906)
|   | Circonscription | Nom                |  | Parti           | Groupe                     |
| - | --------------- | ------------------ |  | --------------- | -------------------------- |
| 1 | Abbeville-1     | Émile Coache       |  | Modérés         | Non-inscrit                |
| 2 | Abbeville-2     | Ernest Gellé       |  | Modérés puis FR | Républicains progressistes |
| 3 | Amiens-1        | Ernest Cauvin      |  | Rép. de gauche  | Gauche radicale            |
| 4 | Amiens-2        | Alphonse Fiquet    |  | PRRRS           | Gauche radicale-socialiste |
| 5 | Doullens        | Albert Rousé       |  | Rép. de gauche  | Gauche radicale            |
| 6 | Montdidier      | Louis-Lucien Klotz |  | PRRRS           | Gauche radicale-socialiste |
| 7 | Péronne         | Gustave Trannoy*   |  | Modérés puis FR | Républicains progressistes |
| 7 | Péronne         | Henri Vion         |  | Modérés puis FR | Républicains progressistes |

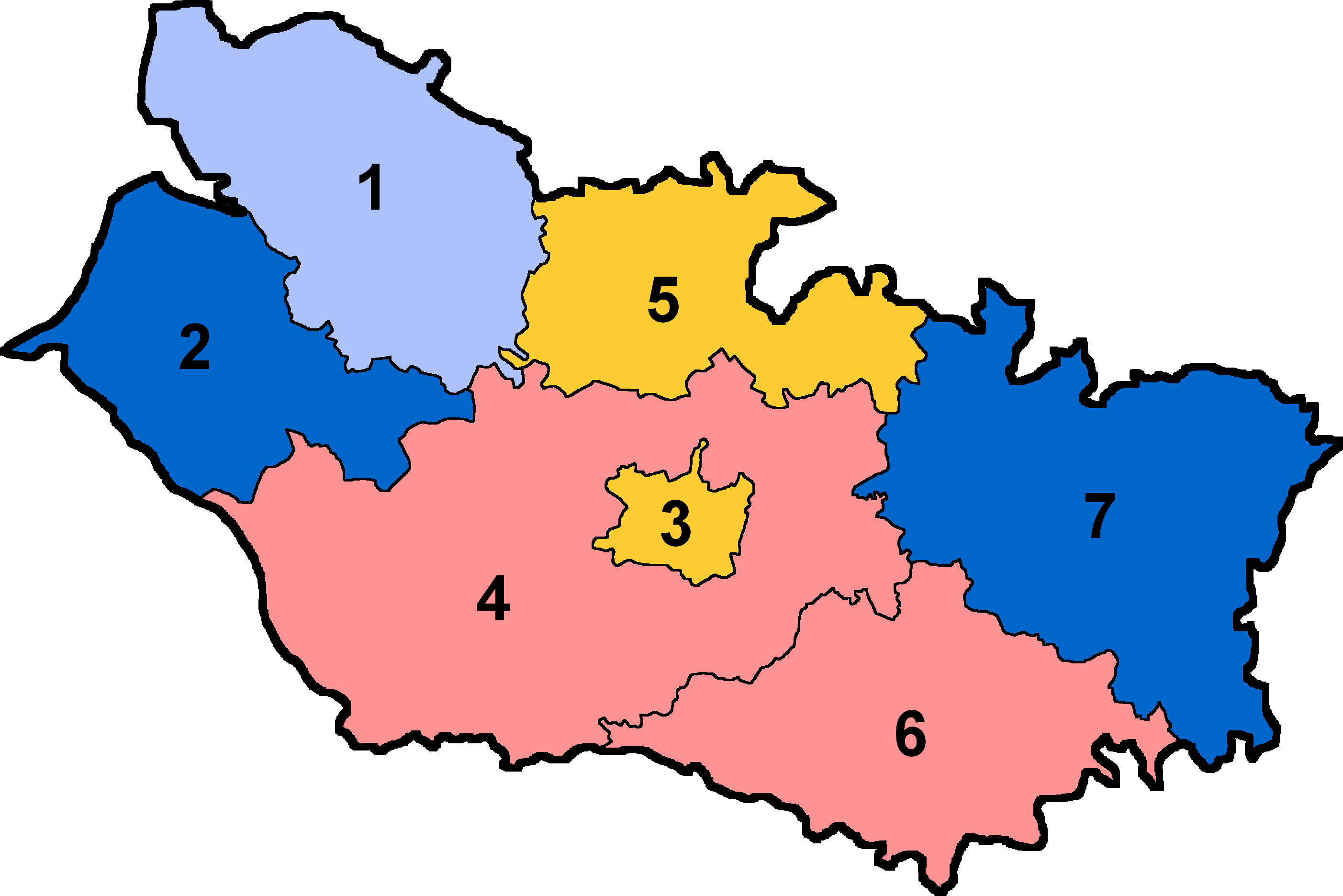
Députés de la Somme de 1902 à 1906

(*) Élu sénateur lors des élections du 4 mars 1905
Source : journal Le Temps du 29 avril et du 13 mai 1902 sur Gallica,.

### VIIelégislature (1898-1902)
|   | Circonscription | Nom                |  | Parti          | Groupe                     |
| - | --------------- | ------------------ |  | -------------- | -------------------------- |
| 1 | Abbeville-1     | Émile Coache       |  | Modérés        | Non-inscrit                |
| 2 | Abbeville-2     | Ernest Gellé       |  | Modérés        | Républicains progressistes |
| 3 | Amiens-1        | Ernest Cauvin      |  | Rép. de gauche | Gauche radicale            |
| 4 | Amiens-2        | Alphonse Fiquet    |  | Radical        | Républicain radical        |
| 5 | Doullens        | Charles Saint      |  | Modérés        | Républicains progressistes |
| 6 | Montdidier      | Louis-Lucien Klotz |  | Radical        | Républicain radical        |
| 7 | Péronne-1       | Gustave Trannoy    |  | Modérés        | Républicains progressistes |
| 8 | Péronne-2       | Eugène François    |  | Modérés        | Républicains progressistes |
| 9 | Amiens-3*       | Amédée Olive       |  | Modérés        | Républicains progressistes |

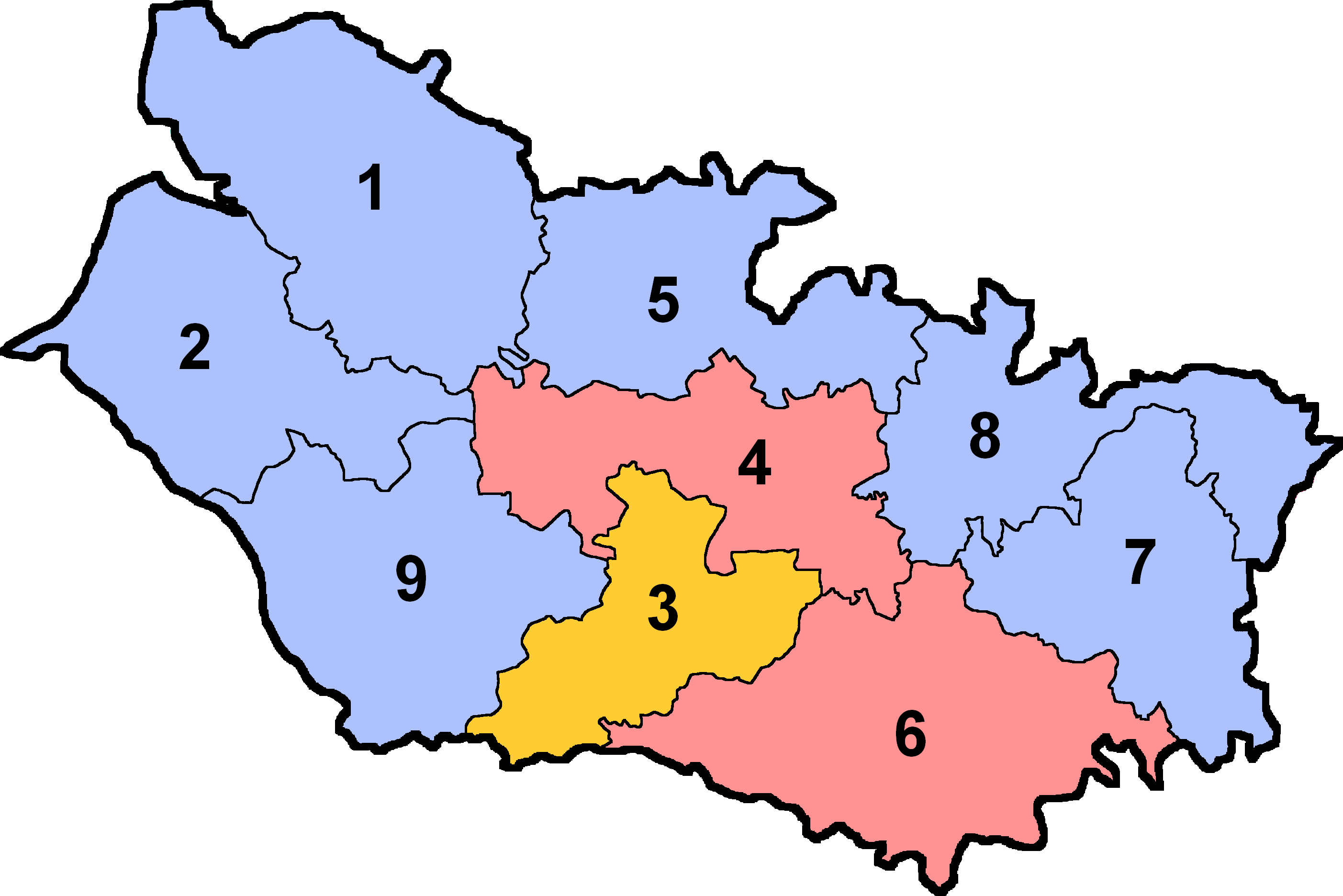
Députés de la Somme de 1898 à 1902

(*) Circonscription créée en 1898 et supprimée en 1902.
Source : journal Le Temps du 10 mai et du 24 mai 1898 sur Gallica,.

### VIelégislature (1893-1898)
|   | Circonscription | Nom                            |  | Parti       | Groupe                       |
| - | --------------- | ------------------------------ |  | ----------- | ---------------------------- |
| 1 | Abbeville-1     | Louis Froment*                 |  | Républicain | Républicains de gouvernement |
| 1 | Abbeville-1     | Émile Coache                   |  | Républicain | Républicains de gouvernement |
| 2 | Abbeville-2     | Gaston de Douville-Maillefeu** |  | Républicain | Républicains de gouvernement |
| 2 | Abbeville-2     | Ernest Gellé                   |  | Républicain | Républicains de gouvernement |
| 3 | Amiens-1        | Fernand Lévecque               |  | Républicain | Républicains de gouvernement |
| 4 | Amiens-2        | Alphonse Fiquet                |  | Radical     | Républicain radical          |
| 5 | Doullens        | Octave Dusevel***              |  | Républicain | Républicains de gouvernement |
| 5 | Doullens        | Charles Saint                  |  | Républicain | Républicains de gouvernement |
| 6 | Montdidier      | Ernest Leroy****               |  | Radical     | Républicain radical          |
| 6 | Montdidier      | Henri Hennard                  |  | Radical     | Républicain radical          |
| 7 | Péronne-1       | Gustave Trannoy                |  | Républicain | Républicains de gouvernement |
| 8 | Péronne-2       | Eugène François                |  | Républicain | Républicains de gouvernement |

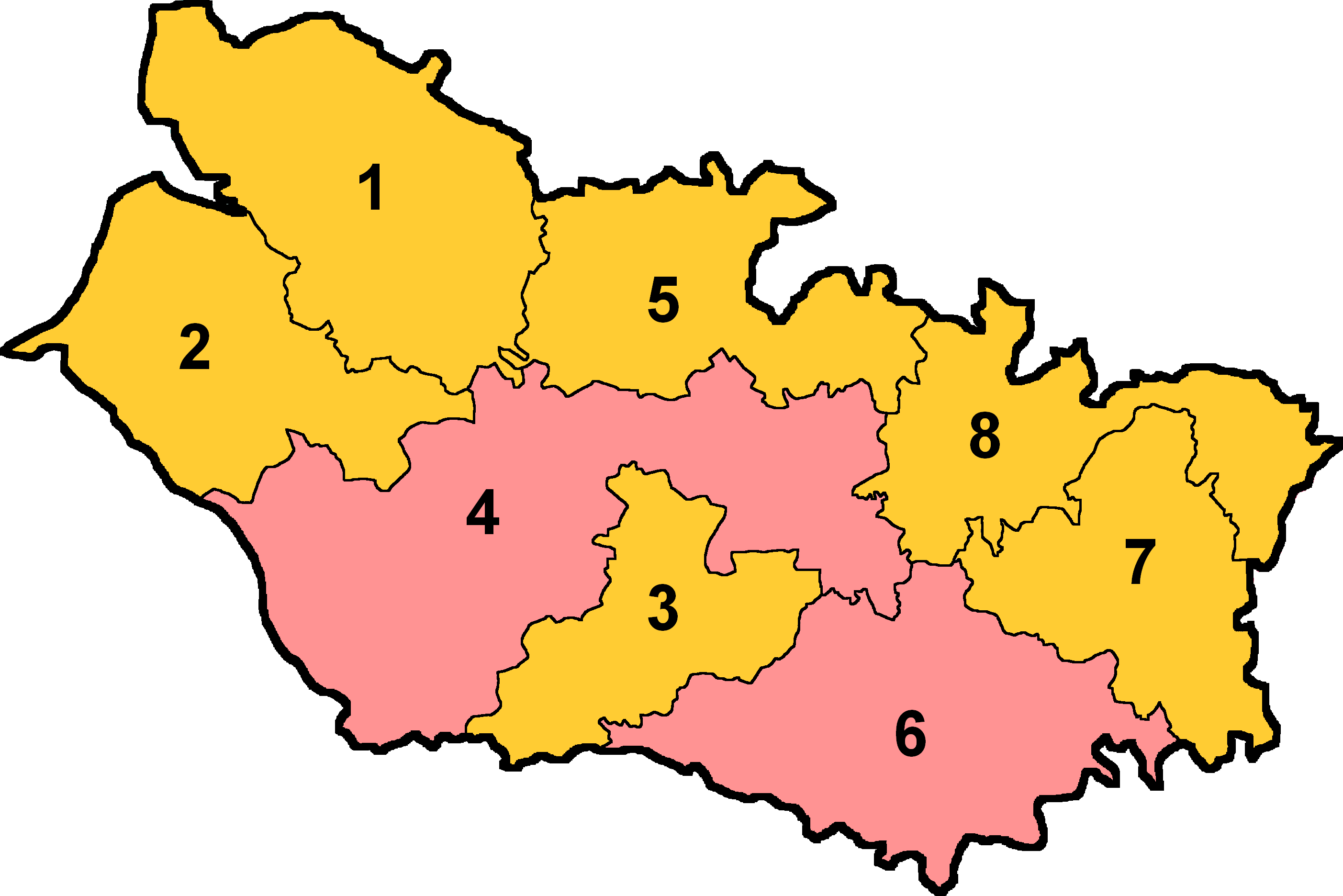
Députés de la Somme de 1893 à 1898

(*) Élu sénateur lors d'une élection partielle le 30 juin 1895.
(**) Meurt le 29 janvier 1895.
(***) Meurt le 8 décembre 1895.
(***) Meurt le 2 février 1894.
Source : journal Le Temps du 22 août et du 5 septembre 1893 sur Gallica,.

### Velégislature (1889-1893)
|   | Circonscription | Nom                                   |  | Parti        | Groupe                     |
| - | --------------- | ------------------------------------- |  | ------------ | -------------------------- |
| 1 | Abbeville-1     | Alfred François*                      |  | Républicain  | Union des gauches          |
| 1 | Abbeville-1     | Louis Froment                         |  | Républicain  | Union des gauches          |
| 2 | Abbeville-2     | Gaston de Douville-Maillefeu          |  | Radical      | Union des gauches          |
| 3 | Amiens-1        | Lucien Millevoye**                    |  | Boulangiste  | Républicains nationalistes |
| 4 | Amiens-2        | Charles de Dompierre d'Hornoy         |  | Royaliste    | Union des droites          |
| 5 | Doullens        | Marie Alexandre Raoul Blin de Bourdon |  | Royaliste    | Union des droites          |
| 6 | Montdidier      | Charles Descaure***                   |  | Conservateur | Droite républicaine        |
| 6 | Montdidier      | Ernest Leroy                          |  | Radical      | Républicain radical        |
| 7 | Péronne-1       | Gontran Gonnet                        |  | Républicain  | Union des gauches          |
| 8 | Péronne-2       | Marie Reimbold d'Estourmel            |  | Royaliste    | Union des droites          |

(*) Meurt le 16 janvier 1892.

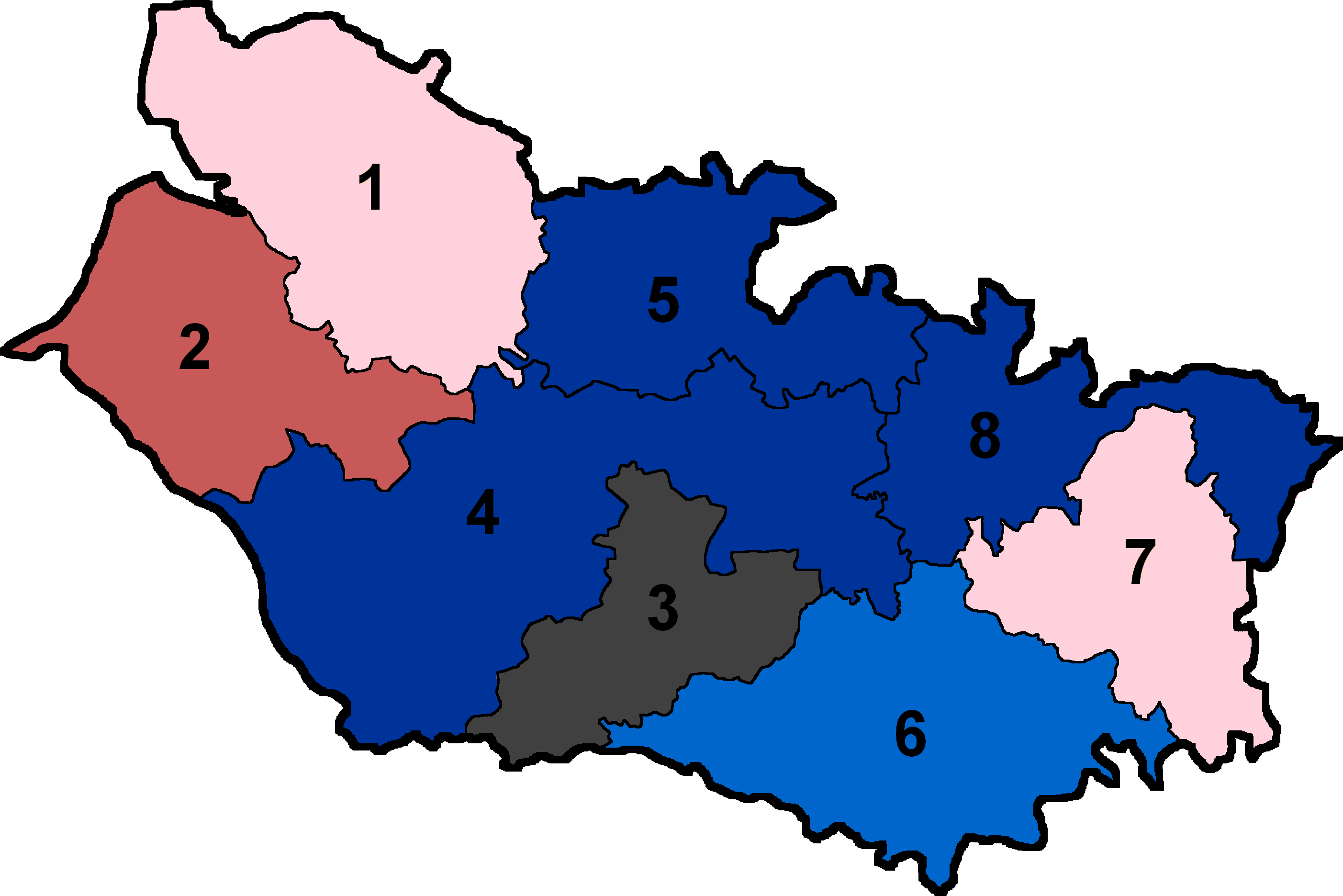
Députés de la Somme de 1889 à 1893

(**) Démissionne le 22 juin 1893, 2 mois avant l'élection. Il ne sera pas remplacé avant celle-ci.
(***) Meurt le 18 janvier 1893.
Source : journal Le Temps du 24 septembre et du 8 octobre 1889 sur Gallica,.

### IVelégislature (1885-1889)
| Liste        | N° | Nom                                   |  | Parti        | Groupe              |
| ------------ | -- | ------------------------------------- |  | ------------ | ------------------- |
| Monarchiste  | 1  | Marie Alexandre Raoul Blin de Bourdon |  | Royaliste    | Union des droites   |
| Monarchiste  | 2  | Charles de Dompierre d'Hornoy         |  | Royaliste    | Union des droites   |
| Monarchiste  | 3  | Charles Descaure                      |  | Conservateur | Droite républicaine |
| Monarchiste  | 4  | Louis Briet de Rainvilliers           |  | Royaliste    | Union des droites   |
| Monarchiste  | 5  | Marie Reimbold d'Estourmel            |  | Royaliste    | Union des droites   |
| Monarchiste  | 6  | Albert Deberly*                       |  | Conservateur | Droite républicaine |
| Monarchiste  | 7  | Jean-Baptiste Alexandre Montaudon     |  | Royaliste    | Union des droites   |
| Républicaine | 1  | René Goblet                           |  | Radical      | Union des gauches   |
| Républicaine | 2  | Gustave-Louis Jametel                 |  | Républicain  | Union des gauches   |

(*) Meurt le 8 juin 1888.

### IIIelégislature (1881-1885)
|   | Circonscription | Nom                                   |  | Parti       | Groupe              |
| - | --------------- | ------------------------------------- |  | ----------- | ------------------- |
| 1 | Abbeville-1     | Henri Labitte*                        |  | Libéral     | Centre gauche       |
| 1 | Abbeville-1     | Albert Carette                        |  | Républicain | Union républicaine  |
| 2 | Abbeville-2     | Gaston de Douville-Maillefeu          |  | Radical     | Union républicaine  |
| 3 | Amiens-1        | René Goblet                           |  | Radical     | Gauche radicale     |
| 4 | Amiens-2        | Ernest Dieu                           |  | Républicain | Gauche républicaine |
| 5 | Doullens        | Marie Alexandre Raoul Blin de Bourdon |  | Royaliste   | Union des droites   |
| 6 | Montdidier      | Gustave-Louis Jametel                 |  | Républicain | Union républicaine  |
| 7 | Péronne-1       | Achille Bernot                        |  | Républicain | Gauche républicaine |
| 8 | Péronne-2       | Victor Magniez*                       |  | Libéral     | Centre gauche       |
| 8 | Péronne-2       | Alfred Toulet                         |  | Républicain | Union républicaine  |

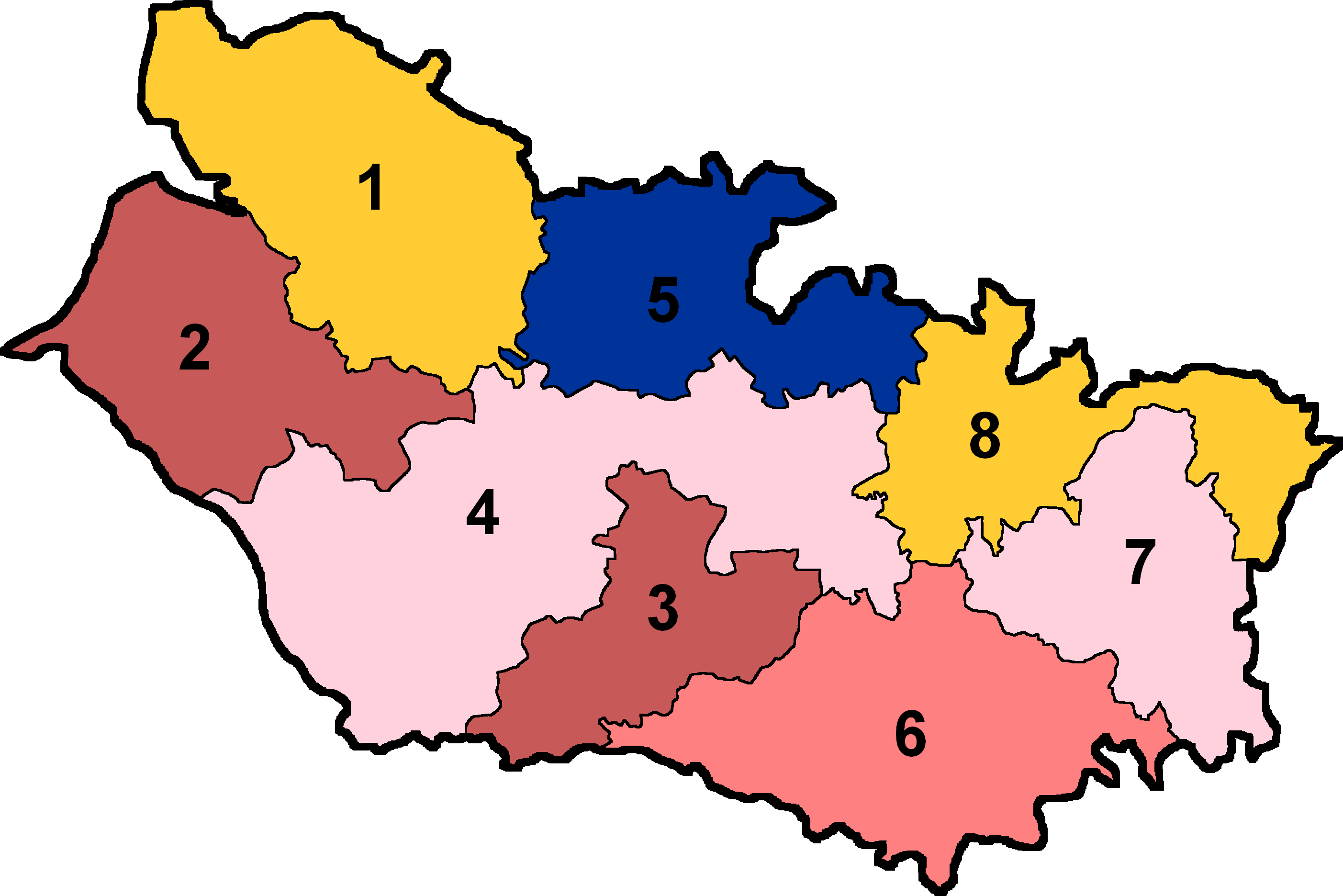
Députés de la Somme de 1881 à 1885

(*) Élus sénateurs lors des élections du 8 janvier 1882.

### IIelégislature (1877-1881)
|   | Circonscription | Nom                                   |  | Parti        | Groupe              |
| - | --------------- | ------------------------------------- |  | ------------ | ------------------- |
| 1 | Abbeville-1     | Henri Labitte                         |  | Libéral      | Centre gauche       |
| 2 | Abbeville-2     | Louis Briet de Rainvilliers*          |  | Légitimiste  | Union des droites   |
| 2 | Abbeville-2     | Gaston de Douville-Maillefeu          |  | Radical      | Union républicaine  |
| 3 | Amiens-1        | René Goblet                           |  | Radical      | Union républicaine  |
| 4 | Amiens-2        | Charles Langlois de Septenville       |  | Bonapartiste | Appel au peuple     |
| 5 | Doullens        | Marie Alexandre Raoul Blin de Bourdon |  | Légitimiste  | Union des droites   |
| 6 | Montdidier      | Gustave-Louis Jametel                 |  | Républicain  | Union républicaine  |
| 7 | Péronne-1       | Charles Mollien**                     |  | Républicain  | Gauche républicaine |
| 7 | Péronne-1       | Louis-Marie Cadot                     |  | Républicain  | Gauche républicaine |
| 8 | Péronne-2       | Victor Magniez                        |  | Libéral      | Centre gauche       |

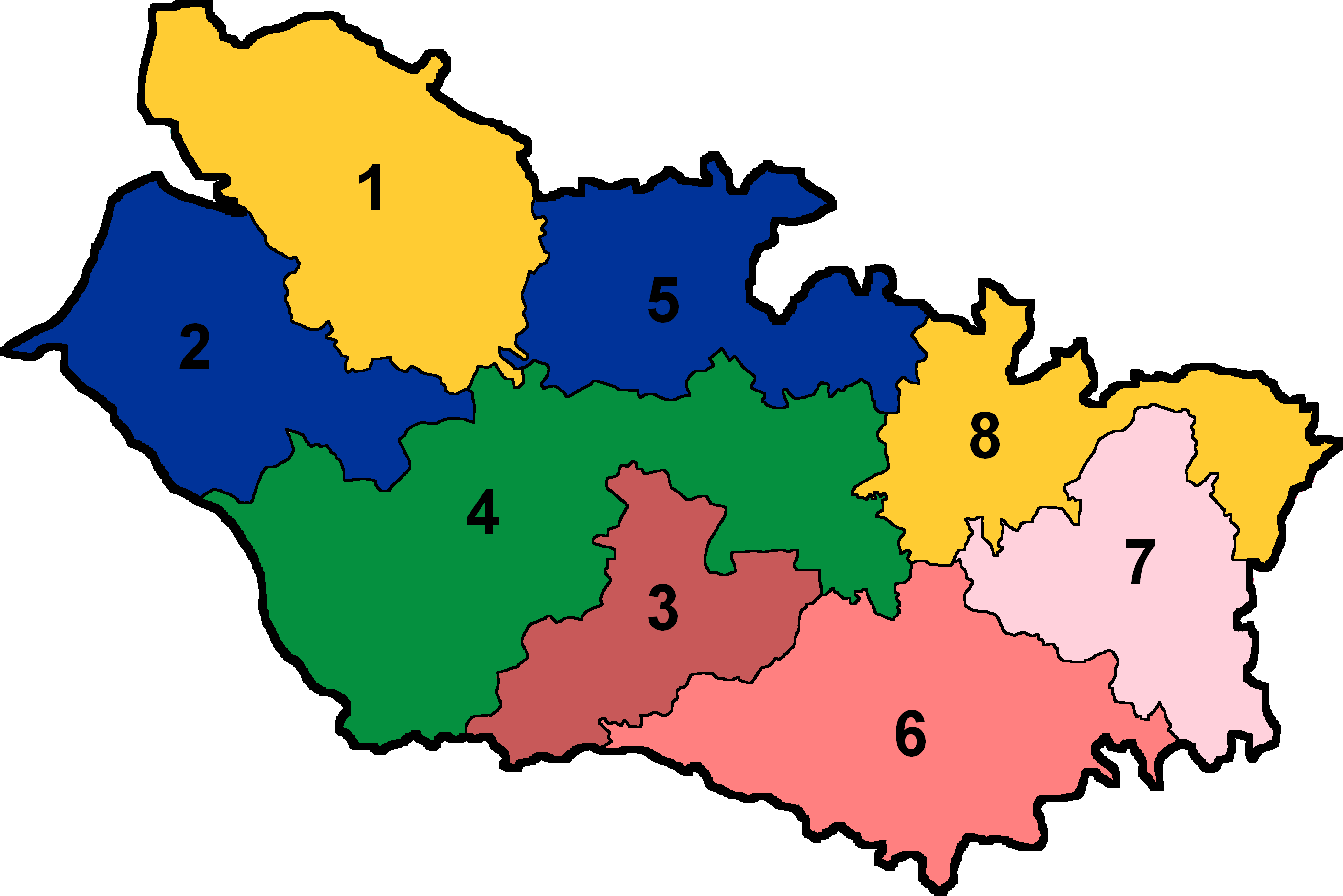
Députés de la Somme de 1877 à 1881

(*) Élection invalidée le 1er janvier 1878. Il sera battu lors de l'élection partielle du 3 mars par son ancien adversaire, Gaston de Douville-Maillefeu.
(**) Meurt le 17 janvier 1879.

### Irelégislature (1876-1877)

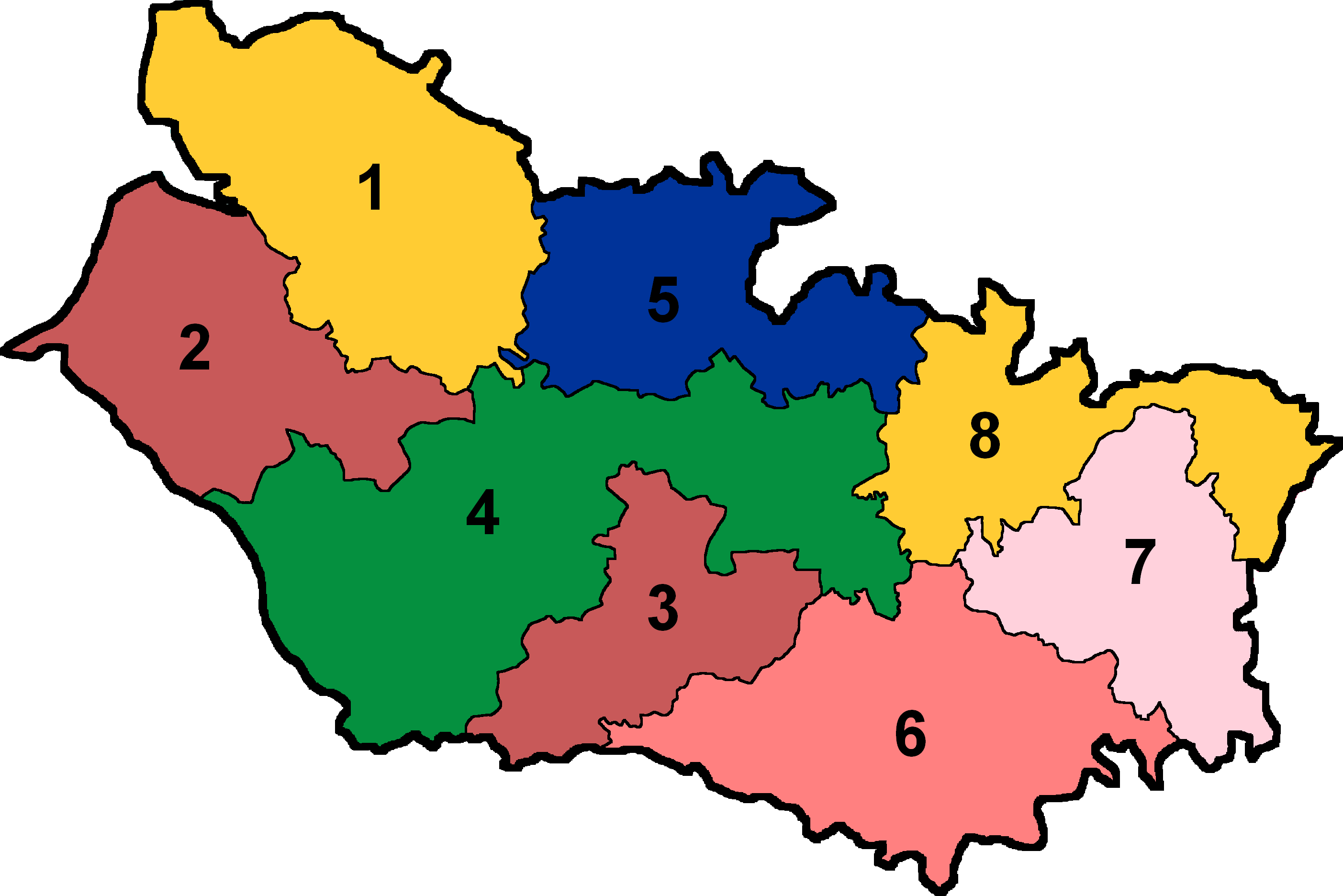
Députés de la Somme de 1876 à 1877

|   | Circonscription | Nom                                   |  | Parti        | Groupe              |
| - | --------------- | ------------------------------------- |  | ------------ | ------------------- |
| 1 | Abbeville-1     | Henri Labitte                         |  | Libéral      | Centre gauche       |
| 2 | Abbeville-2     | Gaston de Douville-Maillefeu          |  | Radical      | Union républicaine  |
| 3 | Amiens-1        | Jules Barni                           |  | Radical      | Union républicaine  |
| 4 | Amiens-2        | Charles Langlois de Septenville       |  | Bonapartiste | Appel au peuple     |
| 5 | Doullens        | Marie Alexandre Raoul Blin de Bourdon |  | Légitimiste  | Union des droites   |
| 6 | Montdidier      | Gustave-Louis Jametel                 |  | Républicain  | Union républicaine  |
| 7 | Péronne-1       | Charles Mollien                       |  | Républicain  | Gauche républicaine |
| 8 | Péronne-2       | Victor Magniez                        |  | Libéral      | Centre gauche       |

### Assemblée nationale (1871-1876)
| N° | Nom                                                  |  | Parti               | Groupe              |
| -- | ---------------------------------------------------- |  | ------------------- | ------------------- |
| 1  | Louis Faidherbe*                                     |  | Républicain         | Gauche républicaine |
| 2  | Charles de Dompierre d'Hornoy                        |  | Légitimiste         | Union des droites   |
| 3  | Nicolas Changarnier                                  |  | Orléaniste          | Centre droit        |
| 4  | Marie Alexandre Raoul Blin de Bourdon                |  | Légitimiste         | Union des droites   |
| 5  | Victor Magniez                                       |  | Libéral             | Centre gauche       |
| 6  | Marie-Joseph Vaysse de Rainneville                   |  | Orléaniste          | Centre droit        |
| 7  | Alexandre Courbet-Poulard                            |  | Légitimiste         | Union des droites   |
| 8  | Antoine Cauvel de Beauvillé                          |  | Légitimiste         | Union des droites   |
| 9  | Louis-Madeleine-Clair-Hippolyte Gaulthier de Rumilly |  | Libéral             | Centre gauche       |
| 10 | Adalbert de Rambures                                 |  | Légitimiste         | Union des droites   |
| 11 | Henri Calluaud**                                     |  | Libéral             | Centre gauche       |
| 12 | René Goblet                                          |  | Républicain radical | Union républicaine  |
| 13 | Albert Dauphin***                                    |  | Libéral             | Centre gauche       |
| 14 | Jules Barni                                          |  | Républicain radical | Union républicaine  |

(*) Élu aussi dans le Nord, Louis Faidherbe choisit de siéger dans ce département et démissionne le 7 mars 1871 de sa fonction dans la Somme. Il sera remplacé par René Goblet lors de l'élection complémentaire du 7 juillet 1871.
(**) Meurt 17 jours après son élection. Il sera remplacé par Albert Dauphin lors d'une élection complémentaire.
(***) Élu sans son aveu le 7 janvier 1872, Albert Dauphin décide de ne pas siéger et démissionne le 1er mars. C'est son concurrent malheureux, Jules Barni, qui prendra sa place le 9 juin 1872.

## Second Empire

### IVelégislature (1869-1870)
| Circonscription                 | Nom                           |  | Parti        | Groupe        |
| ------------------------------- | ----------------------------- |  | ------------ | ------------- |
| 1re circonscription (Amiens)    | Cosme Cosserat                |  | Bonapartiste | Centre droit  |
| 2e circonscription (Abbeville)  | Joseph Sénéca                 |  | Bonapartiste | Centre droit  |
| 3e circonscription (Péronne)    | Marie Reimbold d'Estourmel    |  | Orléaniste   | Centre gauche |
| 4e circonscription (Montdidier) | Auguste-Antoine de Fourment   |  | Bonapartiste | Centre droit  |
| 5e circonscription (Corbie)     | Charles De France d'Hésecques |  | Orléaniste   | Centre gauche |

### IIIelégislature (1863-1869)
| Circonscription                 | Nom                         |  | Parti        | Groupe              |
| ------------------------------- | --------------------------- |  | ------------ | ------------------- |
| 1re circonscription (Amiens)    | Cosme Cosserat              |  | Bonapartiste | Majorité dynastique |
| 2e circonscription (Abbeville)  | Joseph Sénéca               |  | Bonapartiste | Majorité dynastique |
| 3e circonscription (Péronne)    | Henri Conneau*              |  | Bonapartiste | Majorité dynastique |
| 3e circonscription (Péronne)    | Marie Reimbold d'Estourmel  |  | Orléaniste   | Centre gauche       |
| 4e circonscription (Montdidier) | Édouard de Morgan**         |  | Bonapartiste | Majorité dynastique |
| 4e circonscription (Montdidier) | Auguste-Antoine de Fourment |  | Bonapartiste | Majorité dynastique |
| 5e circonscription (Corbie)     | Edmond Gressier***          |  | Bonapartiste | Majorité dynastique |

(*) Nommé sénateur le 18 novembre 1867 par l'empereur.
(**)Mort le 17 juillet 1867, il est remplacé par Auguste-Antoine de Fourment lors de l'élection complémentaire du 18 août 1867.
(***) Nommé sénateur en janvier 1869.

### IIelégislature (1857-1863)
| Circonscription                 | Nom                                                          |  | Parti        | Groupe              |
| ------------------------------- | ------------------------------------------------------------ |  | ------------ | ------------------- |
| 1re circonscription (Amiens)    | Constant Allart*                                             |  | Bonapartiste | Majorité dynastique |
| 1re circonscription (Amiens)    | Cosme Cosserat                                               |  | Bonapartiste | Majorité dynastique |
| 2e circonscription (Abbeville)  | Prosper-Abbeville Tillette de Mautort de Clermont-Tonnerre** |  | Bonapartiste | Majorité dynastique |
| 2e circonscription (Abbeville)  | Roger-Adrien de Riencourt***                                 |  | Bonapartiste | Majorité dynastique |
| 3e circonscription (Péronne)    | Henri Conneau                                                |  | Bonapartiste | Majorité dynastique |
| 4e circonscription (Montdidier) | Édouard de Morgan                                            |  | Bonapartiste | Majorité dynastique |
| 5e circonscription (Corbie)     | Jean-Baptiste Randoing                                       |  | Bonapartiste | Majorité dynastique |

(*) Mort le 13 septembre 1861, il est remplacé par Cosme Cosserat lors de l'élection complémentaire du 13 octobre 1861.
(**) Mort le 8 décembre 1859, il est remplacé par Roger-Adrien de Riencourt lors de l'élection complémentaire du 8 janvier 1860.
(***) Mort le 20 octobre 1862, il ne sera pas remplacé jusqu'aux prochaines élections générales de juin 1863.

### Irelégislature (1852-1857)
| Circonscription                 | Nom                                                        |  | Parti        | Groupe              |
| ------------------------------- | ---------------------------------------------------------- |  | ------------ | ------------------- |
| 1re circonscription (Amiens)    | Constant Allart                                            |  | Bonapartiste | Majorité dynastique |
| 2e circonscription (Abbeville)  | Prosper-Abbeville Tillette de Mautort de Clermont-Tonnerre |  | Bonapartiste | Majorité dynastique |
| 3e circonscription (Péronne)    | Henri Conneau                                              |  | Bonapartiste | Majorité dynastique |
| 4e circonscription (Montdidier) | Théodore-Casimir Delamarre                                 |  | Bonapartiste | Majorité dynastique |
| 5e circonscription (Corbie)     | Jean-Baptiste Randoing                                     |  | Bonapartiste | Majorité dynastique |

## IIeRépublique
Élections au suffrage universel masculin à partir de 1848

### Assemblée nationale législative (1849-1851)
| N° | Nom                                |  | Parti        | Groupe           |
| -- | ---------------------------------- |  | ------------ | ---------------- |
| 1  | Félix Bellator de Beaumont         |  | Bonapartiste | Parti de l'Ordre |
| 2  | Nicolas Créton                     |  | Monarchiste  | Parti de l'Ordre |
| 3  | Louis Porion                       |  | Orléaniste   | Parti de l'Ordre |
| 4  | Nicolas Changarnier                |  | Légitimiste  | Parti de l'Ordre |
| 5  | Jean Labordère                     |  | Orléaniste   | Parti de l'Ordre |
| 6  | François Luglien Louis de Fourment |  | Bonapartiste | Parti de l'Ordre |
| 7  | Alexandre de Dompierre d'Hornoy    |  | Légitimiste  | Parti de l'Ordre |
| 8  | Thomas Lefebvre-Dugrosriez         |  | Monarchiste  | Parti de l'Ordre |
| 9  | Théodore de Lagrené                |  | Orléaniste   | Parti de l'Ordre |
| 10 | Denis Morel-Cornet                 |  | Libéral      | Parti de l'Ordre |
| 11 | Amable Dubois                      |  | Monarchiste  | Parti de l'Ordre |
| 12 | Jean-Baptiste Randoing             |  | Monarchiste  | Parti de l'Ordre |

### Assemblée nationale constituante (1848-1849)
| N° | Nom                                                        |  | Parti        | Groupe           |
| -- | ---------------------------------------------------------- |  | ------------ | ---------------- |
| 1  | Félix Bellator de Beaumont                                 |  | Bonapartiste | Parti de l'Ordre |
| 2  | Nicolas Créton                                             |  | Monarchiste  | Parti de l'Ordre |
| 3  | Louis-Madeleine-Clair-Hippolyte Gaulthier de Rumilly       |  | Libéral      | Parti de l'Ordre |
| 4  | Louis Porion                                               |  | Orléaniste   | Parti de l'Ordre |
| 5  | Prosper-Abbeville Tillette de Mautort de Clermont-Tonnerre |  | Bonapartiste | Parti de l'Ordre |
| 6  | Émile Magniez                                              |  | Libéral      | Parti de l'Ordre |
| 7  | Louis-Alexandre Blin de Bourdon                            |  | Légitimiste  | Parti de l'Ordre |
| 8  | Paul Joseph Delattre                                       |  | ?            | Parti de l'Ordre |
| 9  | Constant Allart                                            |  | Bonapartiste | Parti de l'Ordre |
| 10 | Jean-Baptiste Randoing                                     |  | Monarchiste  | Parti de l'Ordre |
| 11 | Denis Morel-Cornet                                         |  | Libéral      | Parti de l'Ordre |
| 12 | François Luglien Louis de Fourment                         |  | Libéral      | Parti de l'Ordre |
| 13 | Jean Labordère                                             |  | Orléaniste   | Parti de l'Ordre |
| 14 | Amable Dubois                                              |  | Libéral      | Gauche modérée   |

## Chambre des députés (Monarchie de Juillet)

### VIIeLégislature (1846-1848)
| Arrondissement électoral            | Nom                                                  |  | Parti       | Groupe                     |
| ----------------------------------- | ---------------------------------------------------- |  | ----------- | -------------------------- |
| 1er arrondissement (Amiens-ville)   | Nicolas Créton                                       |  | Mouvement   | Opposition dynastique      |
| 2e arrondissement (Amiens-rural)    | Louis-Madeleine-Clair-Hippolyte Gaulthier de Rumilly |  | Mouvement   | Opposition dynastique      |
| 3e arrondissement (Abbeville-ville) | Joseph Maximilien Vayson                             |  | Résistance  | Conservateurs ministériels |
| 4e arrondissement (Abbeville-rural) | Michel Joseph Dutens                                 |  | Résistance  | Conservateurs ministériels |
| 5e arrondissement (Doullens)        | Louis-Alexandre Blin de Bourdon                      |  | Légitimiste | Opposition légitimiste     |
| 6e arrondissement (Montdidier)      | Édouard Cadeau d'Acy                                 |  | Résistance  | Conservateurs ministériels |
| 7e arrondissement (Péronne)         | Félix Bellator de Beaumont                           |  | Mouvement   | Opposition dynastique      |

### VIeLégislature (1842-1846)
| Arrondissement électoral            | Nom                                                        |  | Parti       | Groupe                     |
| ----------------------------------- | ---------------------------------------------------------- |  | ----------- | -------------------------- |
| 1er arrondissement (Amiens-ville)   | Pierre Massey                                              |  | Résistance  | Conservateurs ministériels |
| 2e arrondissement (Amiens-rural)    | Louis-Madeleine-Clair-Hippolyte Gaulthier de Rumilly       |  | Mouvement   | Opposition dynastique      |
| 3e arrondissement (Abbeville-ville) | Louis Estancelin                                           |  | Résistance  | Conservateurs ministériels |
| 4e arrondissement (Abbeville-rural) | Prosper-Abbeville Tillette de Mautort de Clermont-Tonnerre |  | Résistance  | Opposition de Droite       |
| 5e arrondissement (Doullens)        | Louis-Alexandre Blin de Bourdon                            |  | Légitimiste | Opposition légitimiste     |
| 6e arrondissement (Montdidier)      | Édouard Cadeau d'Acy                                       |  | Résistance  | Conservateurs ministériels |
| 7e arrondissement (Péronne)         | Félix Bellator de Beaumont                                 |  | Mouvement   | Opposition dynastique      |

### VeLégislature (1839-1842)
| Arrondissement électoral            | Nom                                                  |  | Parti       | Groupe                     |
| ----------------------------------- | ---------------------------------------------------- |  | ----------- | -------------------------- |
| 1er arrondissement (Amiens-ville)   | Jean-Baptiste Caumartin                              |  | Résistance  | Conservateurs ministériels |
| 2e arrondissement (Amiens-rural)    | Louis-Madeleine-Clair-Hippolyte Gaulthier de Rumilly |  | Mouvement   | Opposition dynastique      |
| 3e arrondissement (Abbeville-ville) | Louis Estancelin                                     |  | Résistance  | Conservateurs ministériels |
| 4e arrondissement (Abbeville-rural) | Augustin-Charles Renouard                            |  | Résistance  | Conservateurs ministériels |
| 5e arrondissement (Doullens)        | Louis-Alexandre Blin de Bourdon                      |  | Légitimiste | Opposition légitimiste     |
| 6e arrondissement (Montdidier)      | Édouard Cadeau d'Acy                                 |  | Résistance  | Conservateurs ministériels |
| 7e arrondissement (Péronne)         | Félix Bellator de Beaumont                           |  | Mouvement   | Opposition dynastique      |

### IVeLégislature (1837-1839)
| Arrondissement électoral            | Nom                                                  |  | Parti       | Groupe                 |
| ----------------------------------- | ---------------------------------------------------- |  | ----------- | ---------------------- |
| 1er arrondissement (Amiens-ville)   | Jean-Baptiste Caumartin                              |  | Résistance  | Majorité ministérielle |
| 2e arrondissement (Amiens-rural)    | Louis-Madeleine-Clair-Hippolyte Gaulthier de Rumilly |  | Mouvement   | Opposition dynastique  |
| 3e arrondissement (Abbeville-ville) | Louis Estancelin                                     |  | Résistance  | Majorité ministérielle |
| 4e arrondissement (Abbeville-rural) | Jules de Carpentin                                   |  | Résistance  | Majorité ministérielle |
| 5e arrondissement (Doullens)        | Louis-Alexandre Blin de Bourdon                      |  | Légitimiste | Opposition légitimiste |
| 6e arrondissement (Montdidier)      | Édouard Cadeau d'Acy                                 |  | Résistance  | Majorité ministérielle |
| 7e arrondissement (Péronne)         | Jean-Baptiste Dehaussy de Robécourt                  |  | Résistance  | Majorité ministérielle |

### IIIeLégislature (1834-1837)
| Arrondissement électoral            | Nom                                 |  | Parti       | Groupe                 |
| ----------------------------------- | ----------------------------------- |  | ----------- | ---------------------- |
| 1er arrondissement (Amiens-ville)   | Jean-Baptiste Caumartin             |  | Résistance  | Majorité ministérielle |
| 2e arrondissement (Amiens-rural)    | Pierre Massey                       |  | Résistance  | Majorité ministérielle |
| 3e arrondissement (Abbeville-ville) | Louis Estancelin                    |  | Résistance  | Majorité ministérielle |
| 4e arrondissement (Abbeville-rural) | Augustin-Charles Renouard           |  | Résistance  | Majorité ministérielle |
| 5e arrondissement (Doullens)        | Louis-Alexandre Blin de Bourdon     |  | Légitimiste | Opposition légitimiste |
| 6e arrondissement (Montdidier)      | Basile Rouillé de Fontaine          |  | Résistance  | Majorité ministérielle |
| 7e arrondissement (Péronne)         | Nicolas Félix Harlé*                |  | Résistance  | Majorité ministérielle |
| 7e arrondissement (Péronne)         | Jean-Baptiste Dehaussy de Robécourt |  | Résistance  | Majorité ministérielle |

(*) Démissionne en 1836

### IIeLégislature (1831-1834)
| Arrondissement électoral            | Nom                                                  |  | Parti      | Groupe                 |
| ----------------------------------- | ---------------------------------------------------- |  | ---------- | ---------------------- |
| 1er arrondissement (Amiens-ville)   | Jean-Baptiste Caumartin                              |  | Résistance | Majorité ministérielle |
| 2e arrondissement (Amiens-rural)    | Pierre Massey                                        |  | Résistance | Majorité ministérielle |
| 3e arrondissement (Abbeville-ville) | Louis Estancelin                                     |  | Résistance | Majorité ministérielle |
| 4e arrondissement (Abbeville-rural) | Augustin-Charles Renouard                            |  | Résistance | Majorité ministérielle |
| 5e arrondissement (Doullens)        | Louis-Madeleine-Clair-Hippolyte Gaulthier de Rumilly |  | Mouvement  | Gauche dynastique      |
| 6e arrondissement (Montdidier)      | Basile Rouillé de Fontaine                           |  | Résistance | Majorité ministérielle |
| 7e arrondissement (Péronne)         | Nicolas Félix Harlé                                  |  | Résistance | Majorité ministérielle |

### IreLégislature (1830-1831)
| Arrondissement électoral         | Nom                                       |  | Idéologie   | Groupe                 |
| -------------------------------- | ----------------------------------------- |  | ----------- | ---------------------- |
| 1er arrondissement (Abbeville)   | Maximilien Joseph Boulon-Martel*          |  | Légitimiste | Opposition légitimiste |
| 1er arrondissement (Abbeville)   | Louis Estancelin                          |  | Doctrinaire | Majorité ministérielle |
| 2e arrondissement (Amiens-ville) | Jean-Baptiste Caumartin                   |  | Doctrinaire | Majorité ministérielle |
| 3e arrondissement (Amiens-rural) | Charles François de Dompierre d'Hornoy    |  | Libéral     | Opposition libérale    |
| 4e arrondissement (Roye)         | Basile Rouillé de Fontaine                |  | Doctrinaire | Majorité ministérielle |
| Collège départemental            | Louis-Alexandre Blin de Bourdon           |  | Légitimiste | Opposition légitimiste |
| Collège départemental            | François de Biaudos de Castéja*           |  | Légitimiste | Opposition légitimiste |
| Collège départemental            | Pierre Massey                             |  | Doctrinaire | Majorité ministérielle |
| Collège départemental            | Pierre François du Maisniel de Liercourt* |  | Doctrinaire | Centre gauche          |
| Collège départemental            | Marie-Théodore de Rumigny                 |  | Doctrinaire | Majorité ministérielle |

(*) Démissionnent en août 1830 refusant de prêter serment au gouvernement de Juillet dans la séance du 7 août 1830.

## Chambre des députés des départements (2eRestauration)

### Velégislature (1830-1830)
| Arrondissement électoral         | Nom                                      |  | Idéologie      | Groupe                 |
| -------------------------------- | ---------------------------------------- |  | -------------- | ---------------------- |
| 1er arrondissement (Abbeville)   | Maximilien Joseph Boulon-Martel          |  | Ultraroyaliste | Majorité ministérielle |
| 2e arrondissement (Amiens-ville) | Jean-Baptiste Caumartin                  |  | Doctrinaire    | Centre gauche          |
| 3e arrondissement (Amiens-rural) | Charles François de Dompierre d'Hornoy   |  | Libéral        | Opposition libérale    |
| 4e arrondissement (Roye)         | Basile Rouillé de Fontaine               |  | Doctrinaire    | Centre gauche          |
| Collège départemental            | Louis-Alexandre Blin de Bourdon          |  | Ultraroyaliste | Majorité ministérielle |
| Collège départemental            | François de Biaudos de Castéja           |  | Ultraroyaliste | Majorité ministérielle |
| Collège départemental            | Pierre François du Maisniel de Liercourt |  | Doctrinaire    | Centre gauche          |

### IVelégislature (1827-1830)
| Arrondissement électoral         | Nom                                      |  | Idéologie      | Groupe                 |
| -------------------------------- | ---------------------------------------- |  | -------------- | ---------------------- |
| 1er arrondissement (Abbeville)   | Louis-Alexandre Blin de Bourdon          |  | Ultraroyaliste | Majorité ministérielle |
| 2e arrondissement (Amiens-ville) | Jean-Baptiste Caumartin                  |  | Doctrinaire    | Centre gauche          |
| 3e arrondissement (Amiens-rural) | Charles François de Dompierre d'Hornoy   |  | Libéral        | Opposition libérale    |
| 4e arrondissement (Roye)         | Basile Rouillé de Fontaine               |  | Doctrinaire    | Centre gauche          |
| Collège départemental            | Pierre Augustin Laurent Debray           |  | Doctrinaire    | Centre gauche          |
| Collège départemental            | François de Biaudos de Castéja           |  | Ultraroyaliste | Majorité ministérielle |
| Collège départemental            | Pierre François du Maisniel de Liercourt |  | Doctrinaire    | Centre gauche          |

### IIIelégislature (1824-1827)
| Arrondissement électoral         | Nom                                      |  | Idéologie      | Groupe                 |
| -------------------------------- | ---------------------------------------- |  | -------------- | ---------------------- |
| 1er arrondissement (Abbeville)   | Louis-Alexandre Blin de Bourdon          |  | Ultraroyaliste | Majorité ministérielle |
| 2e arrondissement (Amiens-ville) | Nicolas Daveluy-Bellencourt              |  | Ultraroyaliste | Majorité ministérielle |
| 3e arrondissement (Amiens-rural) | Charles Nicolas Cornet d'Incourt         |  | Ultraroyaliste | Majorité ministérielle |
| 4e arrondissement (Roye)         | Basile Rouillé de Fontaine               |  | Doctrinaire    | Centre gauche          |
| Collège départemental            | Adrien de Rougé                          |  | Ultraroyaliste | Majorité ministérielle |
| Collège départemental            | Emmanuel-Marie-Maximilien de Croÿ-Solre  |  | Ultraroyaliste | Majorité ministérielle |
| Collège départemental            | Pierre François du Maisniel de Liercourt |  | Doctrinaire    | Centre gauche          |

### IIelégislature (1816-1823)
| Arrondissement électoral         | Nom                                     |  | Idéologie      | Groupe                 |
| -------------------------------- | --------------------------------------- |  | -------------- | ---------------------- |
| 1er arrondissement (Abbeville)   | Jean-Éléonore d'Hardivilliers           |  | Ultraroyaliste | Opposition de droite   |
| 1er arrondissement (Abbeville)   | Louis-Alexandre Blin de Bourdon*        |  | Ultraroyaliste | Majorité ministérielle |
| 2e arrondissement (Amiens-ville) | Adrien Morgan de Belloy                 |  | Ultraroyaliste | Opposition de droite   |
| 2e arrondissement (Amiens-ville) | Nicolas Daveluy-Bellencourt**           |  | Ultraroyaliste | Opposition de droite   |
| 3e arrondissement (Amiens-rural) | Charles Nicolas Cornet d'Incourt        |  | Ultraroyaliste | Opposition de droite   |
| 4e arrondissement (Roye)         | Antoine Joseph Lemarchant de Gomicourt  |  | Ultraroyaliste | Opposition de droite   |
| 4e arrondissement (Roye)         | Basile Rouillé de Fontaine**            |  | Doctrinaire    | Centre gauche          |
| Collège départemental***         | Adrien Morgan de Belloy                 |  | Ultraroyaliste | Opposition de droite   |
| Collège départemental***         | Emmanuel-Marie-Maximilien de Croÿ-Solre |  | Ultraroyaliste | Opposition de droite   |
| Collège départemental***         | Antoine Joseph Lemarchant de Gomicourt  |  | Ultraroyaliste | Opposition de droite   |

(*) Élu le 6 mars 1823 à la suite du décès de Jean-Éléonore d'Hardivilliers le 24 décembre 1822.

(**) Élus lors des élections législatives du 4 novembre 1820.

(***) Élus lors des élections législatives du 13 novembre 1820.

### Irelégislature (1815–1816)
| Nom                                    |  | Idéologie      | Groupe                 |
| -------------------------------------- |  | -------------- | ---------------------- |
| Jean-Éléonore d'Hardivilliers          |  | Ultraroyaliste | Majorité ministérielle |
| Adrien Morgan de Belloy                |  | Ultraroyaliste | Majorité ministérielle |
| Louis-Alexandre Blin de Bourdon        |  | Ultraroyaliste | Majorité ministérielle |
| Antoine Joseph Lemarchant de Gomicourt |  | Ultraroyaliste | Majorité ministérielle |
| Antoine-Athanase Roux de Laborie       |  | Ultraroyaliste | Majorité ministérielle |
| Adrien de Rougé                        |  | Ultraroyaliste | Majorité ministérielle |
| Charles Nicolas Cornet d'Incourt       |  | Ultraroyaliste | Majorité ministérielle |

## Chambre des représentants (Cent-Jours)
| Arrondissement électoral     | Nom                                  |  | Idéologie    | Groupe                  |
| ---------------------------- | ------------------------------------ |  | ------------ | ----------------------- |
| Arrondissement d'Amiens      | Natalis Delamorlière                 |  | Bonapartiste | Bonapartiste            |
| Arrondissement d'Abbeville   | François-Pascal Delattre             |  | Libéral      | Constitutionnel libéral |
| Arrondissement de Doullens   | Scipion Mourgue                      |  | Bonapartiste | Bonapartiste            |
| Arrondissement de Montdidier | Pierre-Florent Louvet                |  | Libéral      | Constitutionnel libéral |
| Arrondissement de Péronne    | Louis-Ghislain de Bouteville du Metz |  | Bonapartiste | Bonapartiste            |
| Collège départemental        | Jean-Baptiste Caumartin              |  | Libéral      | Constitutionnel libéral |
| Collège départemental        | Théodore de Lameth                   |  | Libéral      | Constitutionnel libéral |
| Collège départemental        | Pierre-Joseph Berville               |  | Libéral      | Constitutionnel libéral |
| Collège départemental        | Jean-Charles Laurendeau              |  | Libéral      | Constitutionnel libéral |

## Chambre des députés des départements (1reRestauration)
| Nom                                    |  | Idéologie | Groupe              | Élu depuis |
| -------------------------------------- |  | --------- | ------------------- | ---------- |
| Pierre-Florent Louvet                  |  | Libéral   | Majorité dynastique | 1799       |
| François-Pascal Delattre               |  | Libéral   | Majorité dynastique | 1799       |
| Louis Marie d'Estourmel                |  | Royaliste | Majorité dynastique | 1805       |
| Antoine Joseph Lemarchant de Gomicourt |  | Royaliste | Majorité dynastique | 1811       |

## Corps législatif (1800-1814)
| N° | Nom                                    |  | Idéologie    | Groupe              | Élu en    |
| -- | -------------------------------------- |  | ------------ | ------------------- | --------- |
| 1  | François-Pascal Delattre               |  | Bonapartiste | Majorité dynastique | 1799-1814 |
| 2  | Pierre-Florent Louvet                  |  | Bonapartiste | Majorité dynastique | 1799-1814 |
| 3  | Jean-François Gantois                  |  | Bonapartiste | Majorité dynastique | 1799-1806 |
| 3  | Jacques Nicolas Bouteiller             |  | Bonapartiste | Majorité dynastique | 1806-1810 |
| 3  | Antoine Joseph Lemarchant de Gomicourt |  | Bonapartiste | Majorité dynastique | 1811-1814 |
| 4  | Louis-Léger Thierry                    |  | Bonapartiste | Majorité dynastique | 1799-1805 |
| 4  | Louis Marie d'Estourmel                |  | Bonapartiste | Majorité dynastique | 1805-1814 |
| 5  | Jean-Baptiste Delecloy                 |  | Bonapartiste | Majorité dynastique | 1799-1804 |
| 5  | Augustin Louis Charles de Lameth       |  | Bonapartiste | Majorité dynastique | 1805-1810 |
| 6  | Claude François Gonnet de Fiéville     |  | Bonapartiste | Majorité dynastique | 1799-1804 |

## Conseil des Cinq-Cents (1795-1799)

### IVelégislature (1799)
| Série | Nom                         |  | Idéologie    | Groupe           | Mandat |
| ----- | --------------------------- |  | ------------ | ---------------- | ------ |
| 1     | Nicolas Poirriez            |  | Directoriaux | Majorité modérée | 2 ans  |
| 2     | Antoine Gérard Scellier     |  | Directoriaux | Majorité modérée | 1 an   |
| 2     | Jean-François Barbier-Jenty |  | Directoriaux | Majorité modérée | 1 an   |
| 2     | Pierre-Florent Louvet       |  | Directoriaux | Majorité modérée | 1 an   |
| 2     | Louis de Rivery             |  | Directoriaux | Majorité modérée | 1 an   |
| 3     | Jean-François Gantois       |  | Directoriaux | Majorité modérée | 3 ans  |
| 3     | François-Pascal Delattre    |  | Directoriaux | Majorité modérée | 3 ans  |

### IIIelégislature (1798-1799)
| Série | Nom                         |  | Idéologie    | Groupe           | Mandat |
| ----- | --------------------------- |  | ------------ | ---------------- | ------ |
| 1     | Nicolas Poirriez            |  | Directoriaux | Majorité modérée | 3 ans  |
| 2     | Antoine Gérard Scellier     |  | Directoriaux | Majorité modérée | 2 ans  |
| 2     | Jean-François Barbier-Jenty |  | Directoriaux | Majorité modérée | 2 ans  |
| 2     | Pierre-Florent Louvet       |  | Directoriaux | Majorité modérée | 2 ans  |
| 2     | Louis de Rivery             |  | Directoriaux | Majorité modérée | 2 ans  |
| 3     | Marc Florent Prévost        |  | Directoriaux | Majorité modérée | 1 an   |

### IIelégislature (1797-1798)
| Série | Nom                                    |  | Idéologie    | Groupe           |
| ----- | -------------------------------------- |  | ------------ | ---------------- |
| 1     | Louis-François Maillart-Jubainville    |  | Clichyen     | Droite           |
| 1     | Antoine Dehaussy de Robecourt          |  | Clichyen     | Droite           |
| 1     | Louis-Paul Maillard-Rollin             |  | Clichyen     | Droite           |
| 2     | Antoine Joseph Lemarchant de Gomicourt |  | Clichyen     | Droite           |
| 2     | Jean-Baptiste Michel Saladin           |  | Clichyen     | Droite           |
| 2     | Jean-François Gantois                  |  | Directoriaux | Majorité modérée |
| 2     | Antoine Gérard Scellier                |  | Directoriaux | Majorité modérée |

Les députés clychiens et royalistes sont destitués de leurs mandats à la suite du Coup d'État du 18 fructidor an V.

### Irelégislature (1795-1797)
| Série | Nom                                    |  | Idéologie    | Groupe                  | Mandat |
| ----- | -------------------------------------- |  | ------------ | ----------------------- | ------ |
| 1     | André Dumont*                          |  | Thermidorien | Majorité thermidorienne | 2 ans  |
| 1     | Pierre-Florent Louvet*                 |  | Thermidorien | Majorité thermidorienne | 2 ans  |
| 1     | Charles-Antoine Hourier-Eloy*          |  | Jacobin      | Montagne                | 2 ans  |
| 1     | Louis de Rivery*                       |  | Thermidorien | Majorité thermidorienne | 2 ans  |
| 1     | Jean-Baptiste Delecloy*                |  | Thermidorien | Majorité thermidorienne | 2 ans  |
| 2     | Antoine Joseph Lemarchant de Gomicourt |  | Clichyen     | Droite                  | 3 ans  |
| 2     | Jean-Baptiste Michel Saladin*          |  | Clichyen     | Droite                  | 3 ans  |
| 2     | Jean-François Gantois*                 |  | Thermidorien | Majorité thermidorienne | 3 ans  |
| 2     | Antoine Gérard Scellier*               |  | Thermidorien | Majorité thermidorienne | 3 ans  |

## Convention nationale (1792-1795)
| N° | Nom                              |  | Idéologie  | Groupe   | Notes                                   |
| -- | -------------------------------- |  | ---------- | -------- | --------------------------------------- |
| 1  | Jean-Baptiste Michel Saladin     |  | Girondin   | Gironde  |                                         |
| 2  | Louis de Rivery                  |  | Modéré     | Plaine   |                                         |
| 3  | Antoine Merlin de Thionville     |  | Montagnard | Montagne | Opte pour le département de Moselle     |
| 3  | Landry-François-Adrien François  |  | Girondin   | Gironde  | Remplace Thionville le 1er octobre 1792 |
| 4  | Jean-François Gantois            |  | Modéré     | Plaine   |                                         |
| 5  | André Dumont                     |  | Montagnard | Montagne |                                         |
| 6  | Eustache-Benoît Asselin          |  | Modéré     | Plaine   | Arrêté le 3 octobre 1793                |
| 6  | Louis Jacques Vasseur            |  | Modéré     | Plaine   | Remplace Asselin le 1er pluviôse an II  |
| 7  | Charles-Antoine Hourier-Eloy     |  | Montagnard | Montagne |                                         |
| 8  | Pierre-Florent Louvet            |  | Girondin   | Gironde  |                                         |
| 9  | Jean-François Dufestel           |  | Modéré     | Plaine   | Démissionne le 5 frimaire an II         |
| 9  | Honoré François Dequen           |  | Modéré     | Plaine   | Remplace Dufestel le 30 frimaire an II  |
| 10 | Jean-Baptiste Martin-Saint-Prix  |  | Girondin   | Plaine   |                                         |
| 11 | Jean-Baptiste Delecloy           |  | Modéré     | Plaine   |                                         |
| 12 | Charles Alexis Brûlart de Genlis |  | Girondin   | Gironde  | Guillotiné le 31 octobre 1793.          |
| 12 | Antoine Gérard Scellier          |  | Modéré     | Plaine   | Remplace de Genlis le 20 frimaire an II |

## Assemblée législative (1791-1792)
| N° | Nom                                 |  | Idéologie       | Groupe     | Notes                                    |
| -- | ----------------------------------- |  | --------------- | ---------- | ---------------------------------------- |
| 1  | Antoine Dehaussy de Robecourt       |  | Constitutionnel | Feuillants |                                          |
| 2  | Jean-Joseph Nau                     |  | Modéré          | Plaine     |                                          |
| 3  | Louis Honoré Goubet                 |  | Modéré          | Plaine     |                                          |
| 4  | Jacques François Delaunay           |  | Modéré          | Plaine     |                                          |
| 5  | Éléonore-Marie Desbois de Rochefort |  | Modéré          | Plaine     |                                          |
| 6  | Nicolas Loyeux                      |  | Modéré          | Plaine     | Démissionne le 3 décembre 1791           |
| 6  | Jean-Baptiste Dequeux de Beauval    |  | Modéré          | Plaine     | Remplace Loyeux le 21 décembre 1791      |
| 7  | Louis François Quillet              |  | Modéré          | Plaine     | Meurt le 28 février 1792                 |
| 7  | Pierre Claude Pucelle               |  | Modéré          | Plaine     | Remplace Quillet le 14 mars 1792         |
| 8  | Jean-Baptiste Michel Saladin        |  | Jacobin         | Gironde    |                                          |
| 9  | Louis de Rivery                     |  | Modéré          | Plaine     |                                          |
| 10 | Pierre-Florent Louvet               |  | Modéré          | Plaine     |                                          |
| 11 | Pierre François Massey              |  | Modéré          | Plaine     |                                          |
| 12 | Joseph François Debray-Chamont      |  | Modéré          | Plaine     | Meurt le 13 avril 1792                   |
| 12 | René Nicolas Hémery                 |  | Modéré          | Plaine     | Remplace Debray-Chamont le 20 avril 1792 |
| 13 | François Firmin Ballue              |  | Modéré          | Plaine     |                                          |

## États généraux puis Assemblée constituante de 1789
| Secteur   | Ordre      | Nom                                    | Idéologie | Idéologie   | Notes                          |
| --------- | ---------- | -------------------------------------- | --------- | ----------- | ------------------------------ |
| Amiens    | Clergé     | Charles Fournier                       |           | Monarchiste | Démissionne le 14 octobre 1790 |
| Amiens    | Clergé     | Jean Lefèbvre                          |           | Monarchiste | Remplace Fournier              |
| Amiens    | Clergé     | Louis de Machault d'Arnouville         |           | Monarchiste | Émigre en 1791                 |
| Amiens    | Noblesse   | Joseph-Anne-Maximilien de Croÿ d'Havré |           | Monarchiste | Émigre en 1791                 |
| Amiens    | Noblesse   | Philippe-Louis de Noailles             |           | Monarchien  | Démissionne le 9 mai 1790      |
| Amiens    | Tiers état | Pierre Douchet                         |           | Patriote    |                                |
| Amiens    | Tiers état | Charles Lenglier                       |           | Patriote    |                                |
| Amiens    | Tiers état | Charles Florimond Leroux               |           | Patriote    |                                |
| Amiens    | Tiers état | Jean-Charles Laurendeau                |           | Patriote    |                                |
| Péronne   | Clergé     | Calixte de La Place                    |           | Monarchiste |                                |
| Péronne   | Clergé     | Jean-Sifrein Maury                     |           | Monarchiste |                                |
| Péronne   | Noblesse   | Alexandre de Lameth                    |           | Patriote    |                                |
| Péronne   | Noblesse   | Louis-Marie de Mailly                  |           | Monarchiste | Démissionne le 10 octobre 1789 |
| Péronne   | Noblesse   | Antoine Charles Gabriel de Folleville  |           | Monarchiste | Remplace de Mailly             |
| Péronne   | Tiers état | Marie-Louis-Nicolas Pincepré de Buire  |           | Patriote    |                                |
| Péronne   | Tiers état | Charles-François de Bussi              |           | Patriote    | Démissionne le 23 août 1789    |
| Péronne   | Tiers état | Marc Florent Prévost                   |           | Patriote    |                                |
| Péronne   | Tiers état | Louis-Ghislain de Bouteville du Metz   |           | Patriote    |                                |
| Péronne   | Tiers état | Antoine-Marie-Rodolphe Lienart         |           | Patriote    | Remplace de Bussi              |
| Abbeville | Clergé     | Antoine Dupuis                         |           | Monarchiste |                                |
| Abbeville | Noblesse   | Ferdinand de Crécy                     |           | Monarchien  |                                |
| Abbeville | Tiers état | Charles François Duval                 |           | Patriote    |                                |
| Abbeville | Tiers état | François-Pascal Delattre               |           | Patriote    |                                |

## Anciens députés de la Somme
- Gustave de Beaumont
- Louis-Ghislain de Bouteville du Metz
- Jean Catelas
- Ernest Cauvin
- Henri Conneau
- Louis-Alexandre Devérité
- Charles de Dompierre d'Hornoy
- André Dumont (homme politique)
- Jean Gilbert-Jules
- Joël Hart
- René Lamps
- Max Lejeune
- Antoine Joseph Lemarchant de Gomicourt
- Fernand Lévecque
- Pierre-Florent Louvet
- Louis Prot
- Augustin-Charles Renouard
- Gilles de Robien
- Henri Pascal de Rochegude
- Jean-Baptiste Michel Saladin.